# Austrálie na Letních olympijských hrách 2020
Austrálie se účastnila Letních olympijských her 2020 a zastupovalo ji 479 sportovců ve 30 sportech (225 mužů a 259 žen). Olympijské hry se měly původně konat od 24. července do 9. srpna 2020, ale byly odloženy kvůli pandemii covidu-19. V novém termínu se konaly od 23. července do 8. srpna 2021. Během zahájení her byli vlajkonoši výpravy plavkyně Cate Campbellová a basketbalista Patty Mills. Při zakončení her byl vlajkonošem výpravy jachtař Mathew Belcher. Austrálie získala během her celkem 46 medailí, a to 17 zlatých, 7 stříbrných a 22 bronzových medailí.
Austrálie je vedle Velké Británie, Francie, Řecka a Švýcarska jednou z pěti zemích, které nevynechaly ani jednu letní olympiádu. Před oficiálním odložením olympijských her konaných v Tokiu stáhla Austrálie svoji účast z obavy z pandemie covidu-19. Účast na odložených hrách však jednomyslně podpořil celý výkonný výbor Australského olympijského výboru. Australští sportovci startovali v Tokiu ve všech disciplínách s výjimkou baseballu, šermu, házené a zápasu.

## Medailisté
| Medaile | Jméno | Sport            | Soutěž                                    | Datum        |
| ------- | --- | ---------------- | ----------------------------------------- | ------------ |
| Zlato   | Bronte Campbellová Cate Campbellová Meg Harrisová Emma McKeonová Mollie O'Callaghanová Madison Wilsonová                              | Plavání          | Ženy štafeta 4 × 100 m volný způsob       | 25. července |
| Zlato   | Ariarne Titmusová | Plavání          | Ženy 400 m volný způsob                   | 26. července |
| Zlato   | Kaylee McKeownová | Plavání          | Ženy 100 m znak                           | 27. července |
| Zlato   | Annabelle McIntyre Jessica Morrisonová Rosemary Popa Lusy Stephanová                                                                  | Veslování        | Ženská čtyřka bez kormidelníka            | 28. července |
| Zlato   | Jack Hargreaves Alexander Hill Alexander Purnell Spencer Turrin                                                                       | Veslování        | Mužská čtyřka bez kormidelníka            | 28. července |
| Zlato   | Ariarne Titmusová | Plavání          | Ženy 200 m volný způsob                   | 28. července |
| Zlato   | Zac Stubblety-Cook | Plavání          | Muži 200 m prsa                           | 29. července |
| Zlato   | Jessica Foxová | Kanoistika       | Ženy – C1                                 | 29. července |
| Zlato   | Emma McKeonová | Plavání          | Ženy 100 m volný způsob                   | 30. července |
| Zlato   | Kaylee McKeownová | Plavání          | Ženy 200 m znak                           | 31. července |
| Zlato   | Logan Martin | Cyklistika       | BMX volný styl                            | 1. srpna     |
| Zlato   | Emma McKeonová | Plavání          | Ženy 50 m volný způsob                    | 1. srpna     |
| Zlato   | Cate Campbellová Chelsea Hodgesová Emma McKeonová Mollie O'Callaghanová Emily Seebohmová Brianna Throssellová                         | Plavání          | Ženy štafeta 4 × 100 m polohový způsob    | 1. srpna     |
| Zlato   | Matthew Wearn | Jachting         | Muži – Laser                              | 1. srpna     |
| Zlato   | Mathew Belcher William Ryan | Jachting         | Muži – 470                                | 4. srpna     |
| Zlato   | Thomas Green Jean van der Westhuyzen                                                                                                  | Kanoistika       | Muži – K1 1000 m                          | 5. srpna     |
| Zlato   | Keegan Palmer | Skateboarding    | Muži – park                               | 5. srpna     |
| Stříbro | Jack McLoughlin | Plavání          | Muži 400 m volný způsob                   | 25. července |
| Stříbro | Kyle Chalmers | Plavání          | Muži 100 m volný způsob                   | 29. července |
| Stříbro | Ariarne Titmusová | Plavání          | Ženy 800 m volný způsob                   | 31. července |
| Stříbro | Andrew Hoy Kevin McNab Shane Rose | Jezdectví        | Jezdecká všestrannost družstva            | 2. srpna     |
| Stříbro | Australský mužský národní tým v pozemním hokeji                                                                                       | Pozemní hokej    | Turnaj mužů                               | 5. srpna     |
| Stříbro | Mariafe Artacho del Solar Taliqua Clancy                                                                                              | Plážový volejbal | Turnaj žen                                | 6. srpna     |
| Stříbro | Nicola McDermottová | Atletika         | Ženy – Skok do výšky                      | 7. srpna     |
| Bronz   | Brendon Smith | Plavání          | Muži 400 m polohový závod                 | 25. července |
| Bronz   | Emma McKeonová | Plavání          | Ženy 100 m motýlek                        | 26. července |
| Bronz   | Kyle Chalmers Alexander Graham Zac Incerti Cameron McEvoy Matthew Temple                                                              | Plavání          | Štafeta 4 × 100 m volný způsob – muži     | 26. července |
| Bronz   | Owen Wright | Surfing          | Muži                                      | 27. července |
| Bronz   | Jessica Foxová | Kanoistika       | Ženy – K1                                 | 27. července |
| Bronz   | Rohan Dennis | Cyklistika       | Muži časovka                              | 28. července |
| Bronz   | Caleb Antill Jack Cleary Cameron Girdlestone Luke Letcher                                                                             | Veslování        | Mužská párová čtyřka                      | 28. července |
| Bronz   | Caitlin Croninová Harriet Hudsonová Rowena Meredithová Ria Thompsonová                                                                | Veslování        | Ženská párová čtyřka                      | 28. července |
| Bronz   | Kyle Chalmers Alexander Graham Mack Horton Zac Incerti Thomas Neill Elijah Winnington                                                 | Plavání          | Štafeta 4 × 200 m volný způsob – muži     | 28. července |
| Bronz   | Tamsin Cooková Meg Harrisová Emma McKeonová Leah Neale Mollie O'Callaghanová Brianna Throssellová Ariarne Titmusová Madison Wilsonová | Plavání          | Štafeta 4 × 200 m volný způsob – ženy     | 29. července |
| Bronz   | Cate Campbellová | Plavání          | Ženy 100 m volný způsob                   | 30. července |
| Bronz   | Emily Seebohmová | Plavání          | Ženy 200 m znak                           | 31. července |
| Bronz   | Bronte Campbellová Isaac Cooper Emma McKeonová Kaylee McKeownová Zac Stubblety-Cook Matthew Temple Brianna Throssellová               | Plavání          | Smíšená štafeta 4 × 100 m polohový způsob | 31. července |
| Bronz   | John Peers Asleigh Bartyová | Tenis            | Smíšená čtyřhra                           | 31. července |
| Bronz   | Andrew Hoy | Jezdectví        | Jezdecká všestrannost jednotlivci         | 2. srpna     |
| Bronz   | Leigh Howard Kelland O'Brien Luke Plapp Alexander Porter Sam Welsford                                                                 | Cyklistika       | Muži stíhací závod družstev               | 4. srpna     |
| Bronz   | Kareena Leeová | Plavání          | Ženy 10 km maraton                        | 4. srpna     |
| Bronz   | Ashley Moloney | Atletika         | Muži – Desetiboj                          | 5. srpna     |
| Bronz   | Melissa Wu | Skoky do vody    | Ženy – Věž 10 m                           | 5. srpna     |
| Bronz   | Kelsey-Lee Barberová | Atletika         | Ženy – Hod oštěpem                        | 6. srpna     |
| Bronz   | Harry Garside | Box              | Box – muži do 63 kg                       | 6. srpna     |
| Bronz   | Australská mužská basketbalová reprezentace                                                                                           | Basketbal        | Basketbal – muži                          | 7. srpna     |

## Disciplíny

### Atletika

#### Muži
| Sportovec        | Disciplína                 | Rozběh      | Rozběh      | Čtvrtfinále | Čtvrtfinále | Semifinále  | Semifinále  | Finále              | Finále              |
| Sportovec        | Disciplína                 | Čas         | Pořadí      | Čas         | Pořadí      | Čas         | Pořadí      | Čas                 | Pořadí              |
| ---------------- | -------------------------- | ----------- | ----------- | ----------- | ----------- | ----------- | ----------- | ------------------- | ------------------- |
| Rohan Browning   | 100 m – muži               | N/A         | N/A         | 10,01 PB    | 1. Q        | 10,09       | 5.          | nepostoupil         | nepostoupil         |
| Alex Beck        | 400 m – muži               | 45,54 PB    | 6.          | N/A         | N/A         | nepostoupil | nepostoupil | nepostoupil         | nepostoupil         |
| Steven Solomon   | 400 m – muži               | 44,94 PB    | 2. Q        | N/A         | N/A         | 45,15       | 3.          | nepostoupil         | nepostoupil         |
| Peter Bol        | 800 m – muži               | 1:44,13     | 2. Q        | N/A         | N/A         | 1:44,11     | 1. Q        | 1:45,92             | 4.                  |
| Charlie Hunter   | 800 m – muži               | 1:45,91     | 4. Q        | N/A         | N/A         | 1:46,73     | 7.          | nepostoupil         | nepostoupil         |
| Jeff Riseley     | 800 m – muži               | 1:45,41     | 4. Q        | N/A         | N/A         | 1:47,17     | 5.          | nepostoupil         | nepostoupil         |
| Jye Edwards      | 1500 m – muži              | 3:42,62     | 7.          | N/A         | N/A         | nepostoupil | nepostoupil | nepostoupil         | nepostoupil         |
| Olli Hoare       | 1500 m – muži              | 3:36,09     | 3. Q        | N/A         | N/A         | 3:34,35     | 4. Q        | 3:35,79             | 11.                 |
| Steward McSweyn  | 1500 m – muži              | 3:36,39     | 3. Q        | N/A         | N/A         | 3:32,54     | 5. Q        | 3:31,91             | 7.                  |
| Morgan McDonald  | 5000 m – muži              | 13:37,36    | 11.         | N/A         | N/A         | N/A         | N/A         | nepostoupil         | nepostoupil         |
| David McNeill    | 5000 m – muži              | 13:39,95    | 8.          | N/A         | N/A         | N/A         | N/A         | nepostoupil         | nepostoupil         |
| Patrick Tiernan  | 5000 m – muži              | DNS         | DNS         | N/A         | N/A         | N/A         | N/A         | nepostoupil         | nepostoupil         |
| Patrick Tiernan  | 10000 m – muži             | N/A         | N/A         | N/A         | N/A         | N/A         | N/A         | 28:35,06 SB         | 19.                 |
| Nicholas Hough   | 110 m překážek – muži      | 13,57       | 3. Q        | N/A         | N/A         | 13,88       | 9.          | nepostoupil         | nepostoupil         |
| Ben Buckingham   | 3000 m steeplechase – muži | 8:20,95 PB  | 7.          | N/A         | N/A         | N/A         | N/A         | nepostoupil         | nepostoupil         |
| Matthew Clarke   | 3000 m steeplechase – muži | 8:42,37     | 14.         | N/A         | N/A         | N/A         | N/A         | nepostoupil         | nepostoupil         |
| Edward Trippas   | 3000 m steeplechase – muži | 8:29,90     | 11.         | N/A         | N/A         | N/A         | N/A         | nepostoupil         | nepostoupil         |
| Liam Adams       | maraton – muži             | N/A         | N/A         | N/A         | N/A         | N/A         | N/A         | 2:15:51 SB          | 24.                 |
| Jack Rayner      | maraton – muži             | N/A         | N/A         | N/A         | N/A         | N/A         | N/A         | DNF                 | DNF                 |
| Brett Robinson   | maraton – muži             | N/A         | N/A         | N/A         | N/A         | N/A         | N/A         | 2:24:04 SB          | 66.                 |
| Kyle Swan        | chůze na 20 km – muži      | N/A         | N/A         | N/A         | N/A         | N/A         | N/A         | 1:27:55             | 36.                 |
| Declan Tingay    | chůze na 20 km – muži      | N/A         | N/A         | N/A         | N/A         | N/A         | N/A         | 1:24:00 PB          | 17.                 |
| Rhydian Cowley   | chůze na 50 km – muži      | N/A         | N/A         | N/A         | N/A         | N/A         | N/A         | 3:52:01 PB          | 8.                  |
| Sportovec        | Disciplína                 | Kvalifikace | Kvalifikace | Kvalifikace | Kvalifikace | Kvalifikace | Kvalifikace | Finále              | Finále              |
| Sportovec        | Disciplína                 | Vzdálenost  | Vzdálenost  | Vzdálenost  | Pořadí      | Pořadí      | Pořadí      | Vzdálenost          | Pořadí              |
| Henry Frayne     | skok daleký – muži         | 7,93        | 7,93        | 7,93        | 14.         | 14.         | 14.         | nekvalifikoval se   | nekvalifikoval se   |
| Brandon Starc    | skok vysoký – muži         | 2,28        | 2,28        | 2,28        | 4. Q        | 4. Q        | 4. Q        | 2,35 SB             | 5.                  |
| Kurtis Marschall | skok o tyči – muži         | 5,75        | 5,75        | 5,75        | 5. Q        | 5. Q        | 5. Q        | bez platného pokusu | bez platného pokusu |
| Matthew Denny    | hod diskem – muži          | 65,13       | 65,13       | 65,13       | 4. Q        | 4. Q        | 4. Q        | 67,02 PB            | 4.                  |

#### Ženy
| Sportovkyně                                                                                    | Disciplína                 | Rozběh      | Rozběh      | Čtvrtfinále | Čtvrtfinále | Semifinále   | Semifinále   | Finále            | Finále            |
| Sportovkyně                                                                                    | Disciplína                 | Čas         | Pořadí      | Čas         | Pořadí      | Čas          | Pořadí       | Čas               | Pořadí            |
| ---------------------------------------------------------------------------------------------- | -------------------------- | ----------- | ----------- | ----------- | ----------- | ------------ | ------------ | ----------------- | ----------------- |
| Hana Basicová                                                                                  | 100 m – ženy               | N/A         | N/A         | 11,32       | 5.          | nepostoupila | nepostoupila | nepostoupila      | nepostoupila      |
| Riley Day                                                                                      | 200 m – ženy               | 22,94       | 3. Q        | N/A         | N/A         | 22,56 PB     | 4.           | nepostoupila      | nepostoupila      |
| Bendere Oboya                                                                                  | 400 m – ženy               | 52,37       | 5.          | N/A         | N/A         | nepostoupila | nepostoupila | nepostoupila      | nepostoupila      |
| Catriona Bissetová                                                                             | 800 m – ženy               | 2:01,65     | 5.          | N/A         | N/A         | nepostoupila | nepostoupila | nepostoupila      | nepostoupila      |
| Morgan Mitchellová                                                                             | 800 m – ženy               | 2:05,44     | 6.          | N/A         | N/A         | nepostoupila | nepostoupila | nepostoupila      | nepostoupila      |
| Georgia Griffithová                                                                            | 1500 m – ženy              | 4:14,43     | 14.         | N/A         | N/A         | nepostoupila | nepostoupila | nepostoupila      | nepostoupila      |
| Linden Hallová                                                                                 | 1500 m – ženy              | 4:02,27     | 3. Q        | N/A         | N/A         | 4:01,37      | 3. Q         | 3:59,01 PB        | 6.                |
| Jessica Hullová                                                                                | 1500 m – ženy              | 4:05,28     | 2. Q        | N/A         | N/A         | 3:58,81      | 4. Q         | 4:02,63           | 11.               |
| Isobel Batt-Doyle                                                                              | 5000 m – ženy              | 15:21,65    | 15.         | N/A         | N/A         | N/A          | N/A          | nepostoupila      | nepostoupila      |
| Jenny Blundellová                                                                              | 5000 m – ženy              | 15:11,27    | 11.         | N/A         | N/A         | N/A          | N/A          | nepostoupila      | nepostoupila      |
| Rose Daviesová                                                                                 | 5000 m – ženy              | 15:50,07    | 18.         | N/A         | N/A         | N/A          | N/A          | nepostoupila      | nepostoupila      |
| Liz Clay                                                                                       | 100 m překážek – ženy      | 12,87       | 2. Q        | N/A         | N/A         | 12,71 PB     | 3.           | nepostoupila      | nepostoupila      |
| Sarah Carli                                                                                    | 400 m překážek – ženy      | 56,93       | 5.          | N/A         | N/A         | nepostoupila | nepostoupila | nepostoupila      | nepostoupila      |
| Amy Cashinová                                                                                  | 3000 m steeplechase – ženy | 9:34,67     | 11.         | N/A         | N/A         | N/A          | N/A          | nepostoupila      | nepostoupila      |
| Genevieve Gregsonová                                                                           | 3000 m steeplechase – ženy | 9:26,11     | 6. Q        | N/A         | N/A         | N/A          | N/A          | DNF               | DNF               |
| Georgia Winkcupová                                                                             | 3000 m steeplechase – ženy | 9:59,29     | 13.         | N/A         | N/A         | N/A          | N/A          | nepostoupila      | nepostoupila      |
| Ellie Beerová Angeline Blackburnová Kendra Hubbardová Bendere Oboya Anneliese Rubie-Renshawová | štafeta 4 x 400 m – ženy   | 3:30,61     | 7.          | N/A         | N/A         | N/A          | N/A          | nepostoupily      | nepostoupily      |
| Sinead Diverová                                                                                | maraton – ženy             | N/A         | N/A         | N/A         | N/A         | N/A          | N/A          | 2:31:14 SB        | 10.               |
| Ellie Pashley                                                                                  | maraton – ženy             | N/A         | N/A         | N/A         | N/A         | N/A          | N/A          | 2:33:39 SB        | 23.               |
| Lisa Weightmanová                                                                              | maraton – ženy             | N/A         | N/A         | N/A         | N/A         | N/A          | N/A          | 2:34:19 SB        | 26.               |
| Katie Haywardová                                                                               | chůze na 20 km – ženy      | N/A         | N/A         | N/A         | N/A         | N/A          | N/A          | 1:38:11           | 37.               |
| Rebecca Hendersonová                                                                           | chůze na 20 km – ženy      | N/A         | N/A         | N/A         | N/A         | N/A          | N/A          | 1:38:21           | 38.               |
| Jemima Montagová                                                                               | chůze na 20 km – ženy      | N/A         | N/A         | N/A         | N/A         | N/A          | N/A          | 1:30:39           | 6.                |
| Sportovkyně                                                                                    | Disciplína                 | Kvalifikace | Kvalifikace | Kvalifikace | Kvalifikace | Kvalifikace  | Kvalifikace  | Finále            | Finále            |
| Sportovkyně                                                                                    | Disciplína                 | Vzdálenost  | Vzdálenost  | Vzdálenost  | Pořadí      | Pořadí       | Pořadí       | Vzdálenost        | Pořadí            |
| Brooke Strattonová                                                                             | skok daleký – ženy         | 6,60        | 6,60        | 6,60        | 12. q       | 12. q        | 12. q        | 6,83              | 7.                |
| Nicola McDermottová                                                                            | skok vysoký – ženy         | 1,95        | 1,95        | 1,95        | = 1. Q      | = 1. Q       | = 1. Q       | 2,02              | Stříbrná medaile  |
| Eleanor Pattersonová                                                                           | skok vysoký – ženy         | 1,95        | 1,95        | 1,95        | = 4. Q      | = 4. Q       | = 4. Q       | 1,96              | 5.                |
| Nina Kennedy                                                                                   | skok o tyči – ženy         | 4,40        | 4,40        | 4,40        | 22.         | 22.          | 22.          | nekvalifikoval se | nekvalifikoval se |
| Liz Parnov                                                                                     | skok o tyči – ženy         | 4,25        | 4,25        | 4,25        | 24.         | 24.          | 24.          | nekvalifikoval se | nekvalifikoval se |
| Dani Stevensová                                                                                | hod diskem – ženy          | 58,77       | 58,77       | 58,77       | 22.         | 22.          | 22.          | nekvalifikoval se | nekvalifikoval se |
| Kelsey-Lee Barberová                                                                           | hod oštěpem – ženy         | 62,59 SB    | 62,59 SB    | 62,59 SB    | 2. q        | 2. q         | 2. q         | 64,56 SB          | Bronzová medaile  |
| Mackenzie Little                                                                               | hod oštěpem – ženy         | 62,37 PB    | 62,37 PB    | 62,37 PB    | 2. q        | 2. q         | 2. q         | 59,96             | 8.                |
| Kathryn Mitchellová                                                                            | hod oštěpem – ženy         | 61,85       | 61,85       | 61,85       | 7. q        | 7. q         | 7. q         | 61,82             | 6.                |

### Badminton
| Sportovec/Sportovkyně            | Disciplína      | Skupina                                                          | Skupina                                       | Skupina                                                         | Skupina | Eliminace    | Čtvrtfinále  | Semifinále   | Finále/Bronzová medaile | Pořadí |
| Sportovec/Sportovkyně            | Disciplína      | Skóre                                                            | Skóre                                         | Skóre                                                           | Pořadí  | Skóre        | Skóre        | Skóre        | Skóre                   | Pořadí |
| -------------------------------- | --------------- | ---------------------------------------------------------------- | --------------------------------------------- | --------------------------------------------------------------- | ------- | ------------ | ------------ | ------------ | ----------------------- | ------ |
| Chen Hsuan-yu                    | Dvouhra – ženy  | Mia Blichfedtová PROHRA 7–21, 14–21                              | Linda Zetchiri VÝHRA 21–16, 20–22, 21–8       | N/A                                                             |         | nepostoupila | nepostoupila | nepostoupila | nepostoupila            |        |
| Setyana Mapasa Gronya Somerville | Čtyřhra – ženy  | Lee So-hee/Shin Seung-chan PROHRA 9–21, 6–21                     | Du Yue/Li Yinhui PROHRA 9–21, 12–21           | Maiken Fruergaardová/Sara Thygesenová VÝHRA 21–19, 13–21, 21–12 | 3.      | N/A          | nepostoupily | nepostoupily | nepostoupily            |        |
| Simon Leung Gronya Somerville    | Smíšená čtyřhra | Praveen Jordan/Melati Daeva Oktavianti PROHRA22–20, 17–21, 13–21 | Yu Watanabe/Arisa Higashimo PROHRA7–21, 15–21 | Mathias Christiansen/Alexandra Bøje PROHRA 16–21, 14–21         | 4.      | N/A          | nepostoupili | nepostoupili | nepostoupili            |        |

### Basketbal
| Tým                                         | Disciplína       | Skupina             | Skupina            | Skupina               | Skupina | Čtvrtfinále           | Semifinále       | Finále                 | Pořadí           |
| Tým                                         | Disciplína       | Výsledek            | Výsledek           | Výsledek              | Pořadí  | Výsledek              | Výsledek         | Výsledek               | Pořadí           |
| ------------------------------------------- | ---------------- | ------------------- | ------------------ | --------------------- | ------- | --------------------- | ---------------- | ---------------------- | ---------------- |
| Australská mužská basketbalová reprezentace | Basketbal – muži | Nigérie VÝHRA 84–67 | Itálie VÝHRA 86–83 | Německo VÝHRA 89–76   | 1.      | Argentina VÝHRA 97–59 | USA PROHRA 78–97 | Slovinsko VÝHRA 107–93 | Bronzová medaile |
| Australská ženská basketbalová reprezentace | Basketbal – ženy | Belgie PROHRA 70–85 | Čína PROHRA 71–76  | Portoriko VÝHRA 96–69 | 3.      | USA PROHRA 55–79      | nepostoupily     | nepostoupily           | nepostoupily     |

#### Mužský turnaj

##### Soupiska
- Chris Goulding, Patty Mills, Josh Green, Joe Ingles, Matthew Dellavedova, Nathan Sobey, Matisse Thybulle, Dante Exum, Aron Baynes, Jock Landale, Duop Reath, Nick Kay

##### Výsledky
| Pořadí | Tým       | Z | V | P | VB  | IB  | RB  | Body |
| ------ | --------- | - | - | - | --- | --- | --- | ---- |
| 1.     | Austrálie | 3 | 3 | 0 | 259 | 226 | +33 | 6    |
| 2.     | Itálie    | 3 | 2 | 1 | 255 | 239 | +16 | 5    |
| 3.     | Německo   | 3 | 1 | 2 | 257 | 273 | −16 | 4    |
| 4.     | Nigérie   | 3 | 0 | 3 | 230 | 263 | −33 | 3    |

#### Ženský turnaj

##### Soupiska
Jenna O'Hea, Leilani Mitchell, Stephanie Talbot, Tess Madgen, Sara Blicavs, Rebecca Allen, Katie-Rae Ebzery, Alanna Smith, Tessa Lavey, Ezi Magbegor, Marianna Tolo, Cayla George

##### Výsledky
| Pořadí | Tým       | Z | V | P | VB  | IB  | RB   | Body |
| ------ | --------- | - | - | - | --- | --- | ---- | ---- |
| 1.     | Čína      | 3 | 3 | 0 | 247 | 191 | +56  | 6    |
| 2.     | Belgie    | 3 | 2 | 1 | 234 | 196 | +38  | 5    |
| 3.     | Austrálie | 3 | 1 | 2 | 240 | 230 | +10  | 4    |
| 4.     | Portoriko | 3 | 0 | 3 | 176 | 280 | −104 | 3    |

### Box
| Sportovec/Sportovkyně | Disciplína    | 1/32                         | 1/16                           | Čtvrtfinále                       | Semifinále           | Finále       | Pořadí           |
| Sportovec/Sportovkyně | Disciplína    | Soupeř                       | Soupeř                         | Soupeř                            | Soupeř               | Soupeř       | Pořadí           |
| --------------------- | ------------- | ---------------------------- | ------------------------------ | --------------------------------- | -------------------- | ------------ | ---------------- |
| Alex Winwood          | Muži do 49 kg | Patrick Chinyemba PROHRA 1–4 | nepostoupil                    | nepostoupil                       | nepostoupil          | nepostoupil  | nepostoupil      |
| Harry Garside         | Muži do 63 kg | John Ume VÝHRA 5–0           | Jonas Jonas VÝHRA 5–0          | Zakir Safiullin VÝHRA 3–2         | Andy Cruz PROHRA 0–5 | nepostoupil  | Bronzová medaile |
| Paulo Aokuso          | Muži do 81 kg | Bye                          | Gazimagomed Jalidov PROHRA 2–3 | nepostoupil                       | nepostoupil          | nepostoupil  | nepostoupil      |
| Skye Nicolsonová      | Ženy do 57 kg | Bye                          | Im Ae-ji VÝHRA 4–1             | Karriss Artingstallová PROHRA 2–3 | nepostoupila         | nepostoupila | nepostoupila     |
| Caitlin Parkerová     | Ženy do 75 kg | N/A                          | Atheyna Bylonová PROHRA 0–5    | nepostoupila                      | nepostoupila         | nepostoupila | nepostoupila     |

### Cyklistika

#### BMX
| Sportovec/Sportovkyně | Disciplína        | Čtvrtfinále   | Čtvrtfinále   | Semifinále    | Semifinále    | Finále       | Finále       | Finále        |
| Sportovec/Sportovkyně | Disciplína        | Body          | Pořadí        | Body          | Pořadí        | Čas          | Čas          | Pořadí        |
| --------------------- | ----------------- | ------------- | ------------- | ------------- | ------------- | ------------ | ------------ | ------------- |
| Anthony Dean          | BMX – muži        | 16            | 6.            | nepostoupil   | nepostoupil   | nepostoupil  | nepostoupil  | nepostoupil   |
| Lauren Reynoldsová    | BMX – ženy        | 8             | 3. Q          | 12            | 4. Q          | 45,401       | 45,401       | 5.            |
| Saya Sakakibara       | BMX – ženy        | 11            | 4. Q          | 14            | 5.            | nepostoupila | nepostoupila | nepostoupila  |
| Sportovec/Sportovkyně | Disciplína        | Základní část | Základní část | Základní část | Základní část | Finále       | Finále       | Finále        |
| Sportovec/Sportovkyně | Disciplína        | Kolo 1        | Kolo 2        | Průměr        | Pořadí        | Kolo 1       | Kolo 2       | Pořadí        |
| Logan Martin          | Muži – volný styl | 91,90         | 90,04         | 90,97         | 1.            | 93,30        | 41,40        | Zlatá medaile |
| Natalya Diehmová      | Ženy – volný styl | 77,40         | 79,00         | 78,20         | 5.            | 86,00        | 80,50        | 5.            |

#### Dráhová cyklistika

##### Sprint
| Sportovec/Sportovkyně | Disciplína               | Kvalifikace | Kvalifikace | Kolo 1                 | Opravy 1                             | Kolo 2                 | Opravy 2             | Kolo 3       | Opravy 3     | Čtvrtfinále  | Semifinále   | Finále       | Finále       |
| Sportovec/Sportovkyně | Disciplína               | Rychlost    | Pořadí      | Kolo 1                 | Opravy 1                             | Kolo 2                 | Opravy 2             | Kolo 3       | Opravy 3     | Čtvrtfinále  | Semifinále   | Čas          | Pořadí       |
| --------------------- | ------------------------ | ----------- | ----------- | ---------------------- | ------------------------------------ | ---------------------- | -------------------- | ------------ | ------------ | ------------ | ------------ | ------------ | ------------ |
| Nathan Hart           | Sprint jenotlivci – muži | 9,696       | 22. Q       | Jack Carlin PROHRA     | Jaïr Tjon En Fa Xu Chao PROHRA       | nepostoupil            | nepostoupil          | nepostoupil  | nepostoupil  | nepostoupil  | nepostoupil  | nepostoupil  | nepostoupil  |
| Matthew Richardson    | Sprint jenotlivci – muži | 9,685       | 21. Q       | Nicholas Paul PROHRA   | Stefan Bötticher Rayan Helal PROHRA  | nepostoupil            | nepostoupil          | nepostoupil  | nepostoupil  | nepostoupil  | nepostoupil  | nepostoupil  | nepostoupil  |
| Kaarle McCulloch      | Sprint jenotlivci – ženy | 10,679      | 14. Q       | Ellesse Andrews PROHRA | Yuli Verdugo Charlene du Preez VÝHRA | Kelsey Mitchell PROHRA | Zhong Tianshi PROHRA | nepostoupila | nepostoupila | nepostoupila | nepostoupila | nepostoupila | nepostoupila |

##### Družstva
| Sportovec/Sportovkyně                                                           | Disciplína               | Kvalifikace   | Kvalifikace | Semifinále           | Semifinále | Finále            | Finále           |
| Sportovec/Sportovkyně                                                           | Disciplína               | Čas           | Pořadí      | Výsledek             | Pořadí     | Výsledek          | Pořadí           |
| ------------------------------------------------------------------------------- | ------------------------ | ------------- | ----------- | -------------------- | ---------- | ----------------- | ---------------- |
| Matthew Glaetzer Nathan Hart Matthew Richardson                                 | Sprint družstva – muži   | 42,371 63,723 | 3.          | ROC VÝHRA            | 3. FB      | Francie VÝHRA     | 4.               |
| Leigh Howard Kelland O'Brien Luke Plapp Alexander Porter Sam Welsford           | Stíhačka družstva – muži | 3:48,448      | 5.          | Švýcarsko 3:44,902   | 4.         | Nový Zéland VÝHRA | Bronzová medaile |
| Ashlee Ankudinoff Georgia Baker Annette Edmondson Alexandra Manly Maeve Plouffe | Stíhačka družstva – ženy | 4:13,571      | 7.          | Nový Zéland 3:44,902 | 5.         | Itálie 3:44,902   | 5.               |

##### Keirin
| Sportovec/Sportovkyně | Disciplína    | Kolo 1 | Oprava | Čtvrtfinále | Semifinále  | Finále      |
| --------------------- | ------------- | ------ | ------ | ----------- | ----------- | ----------- |
| Matthew Glaetzer      | Keirin – muži | 3. R   | 1. Q   | 4. Q        | 4. FA       | 5.          |
| Matthew Richardson    | Keirin – muži | 2. Q   | Bye    | 5.          | nepostoupil | nepostoupil |
| Kaarle McCulloch      | Keirin – ženy | 4. R   | 2. Q   | 2. Q        | 5. FB       | 9.          |

##### Omnium
| Sportovec/Sportovkyně | Disciplína    | Hladký závod | Hladký závod | Stíhací závod | Stíhací závod | Vylučovací závod | Vylučovací závod | Bodovací závod | Bodovací závod | Celkem | Celkem |
| Sportovec/Sportovkyně | Disciplína    | Pořadí       | Body         | Pořadí        | Body          | Pořadí           | Body             | Pořadí         | Body           | Pořadí | Body   |
| --------------------- | ------------- | ------------ | ------------ | ------------- | ------------- | ---------------- | ---------------- | -------------- | -------------- | ------ | ------ |
| Sam Welsford          | Omnium – muži | 6.           | 30           | 13.           | 16            | 9.               | 24               | 11.            | 9              | 11.    | 79     |
| Annette Edmondson     | Omnium – ženy | 3.           | 36           | 12.           | 18            | 18.              | 6                | 12.            | 1              | 12.    | 61     |

##### Madison
| Sportovec/Sportovkyně       | Disciplína     | Body | Kola | Pořadí |
| --------------------------- | -------------- | ---- | ---- | ------ |
| Leigh Howard Kellan O'Brien | Madison – muži | DNF  | -20  | =12.   |
| Georgia Baker Maeve Plouffe | Madison – muži | 9    | 0    | 7.     |

#### Horská kola
| Sportovec/Sportovkyně | Disciplína         | Čas     | Pořadí |
| --------------------- | ------------------ | ------- | ------ |
| Daniel McConnell      | Horská kola – muži | 1:33:12 | 30.    |
| Rebecca McConnellová  | Horská kola – ženy | 1:30:29 | 28.    |

#### Silniční cyklistika
| Sportovec           | Disciplína                       | Čas        | Pořadí           |
| ------------------- | -------------------------------- | ---------- | ---------------- |
| Luke Durbridge      | Závod s hromadným startem – muži | 6:21:46    | 72.              |
| Lucas Hamilton      | Závod s hromadným startem – muži | 6:21:46    | 71.              |
| Richie Porte        | Závod s hromadným startem – muži | 6:15:38    | 48.              |
| Richie Porte        | Časovka – muži                   | 1:00:53,67 | 27.              |
| Rohan Dennis        | Časovka – muži                   | 56:08,09   | Bronzová medaile |
| Sportovkyně         | Disciplína                       | Čas        | Pořadí           |
| Tiffany Cromwellová | Závod s hromadným startem – ženy | 3:55:13    | 26.              |
| Amanda Sprattová    | Závod s hromadným startem – ženy | DNF        | DNF              |
| Grace Brownová      | Závod s hromadným startem – ženy | 4:02:16    | 47.              |
| Grace Brownová      | Časovka – ženy                   | 31:22,22   | 4.               |
| Sarah Gigante       | Závod s hromadným startem – ženy | 4:01:08    | 40.              |
| Sarah Gigante       | Časovka – ženy                   | 33:01,60   | 11.              |

### Fotbal
| Tým                                         | Disciplína    | Skupina               | Skupina              | Skupina          | Skupina | Čtvrtfinále                             | Semifinále         | Finále         | Pořadí       |
| Tým                                         | Disciplína    | Výsledek              | Výsledek             | Výsledek         | Pořadí  | Výsledek                                | Výsledek           | Výsledek       | Pořadí       |
| ------------------------------------------- | ------------- | --------------------- | -------------------- | ---------------- | ------- | --------------------------------------- | ------------------ | -------------- | ------------ |
| Australská fotbalová reprezentace do 23 let | Fotbal – muži | Argentina VÝHRA 2–0   | Španělsko PROHRA 0–1 | Egypt PROHRA 0–2 | 4.      | nepostoupili                            | nepostoupili       | nepostoupili   | nepostoupili |
| Australská ženská fotbalová reprezentace    | Fotbal – ženy | Nový Zéland VÝHRA 2–1 | Švédsko PROHRA 2–4   | USA REMÍZA 0–0   | 3. Q    | Velká Británie VÝHRA 4–3 (v prodloužní) | Švédsko PROHRA 0–1 | USA PROHRA 3–4 | 4.           |

#### Mužský turnaj

##### Soupiska
| #    | Pozice   | Hráč                  | Datum narození             | Góly | Klub                        |
| ---- | -------- | --------------------- | -------------------------- | ---- | --------------------------- |
| 1    | gólman   | Tom Glover            | 24. prosince 1997 (23 let) | 0    | Melbourne City FC           |
| 2    | obránce  | Nathaniel Atkinson    | 13. června 1999 (22 let)   | 0    | Melbourne City FC           |
| 3    | obránce  | Kye Rowles            | 24. června 1998 (23 let)   | 0    | Central Coast Mariners FC   |
| 4    | obránce  | Jay Rich-Baghuelou    | 22. října 1999 (21 let)    | 0    | Crystal Palace FC           |
| 5    | obránce  | Harry Souttar         | 22. října 1998 (22 let)    | 0    | Stoke City FC               |
| 6    | záložník | Keanu Baccus          | 7. června 1998 (23 let)    | 0    | Western Sydney Wanderers FC |
| 7    | útočník  | Reno Piscopo          | 27. května 1998 (23 let)   | 0    | Wellington Phoenix FC       |
| 8    | záložník | Riley McGree          | 2. listopadu 1998 (22 let) | 0    | Birmingham City FC          |
| 9    | útočník  | Nicholas D'Agostino   | 25. února 1998 (23 let)    | 0    | Perth Glory FC              |
| 10   | záložník | Denis Genreau         | 21. května 1999 (22 let)   | 0    | Macarthur FC                |
| 11   | útočník  | Daniel Arzani         | 4. ledna 1999 (22 let)     | 0    | Aarhus GF                   |
| 12   | útočník  | Mitchell Duke         | 18. ledna 1991 (30 let)    | 0    | Western Sydney Wanderers FC |
| 13   | útočník  | Dylan Pierias         | 20. února 2000 (21 let)    | 0    | Western United FC           |
| 14 C | obránce  | Thomas Deng           | 20. března 1997 (24 let)   | 0    | Urawa Red Diamonds          |
| 15   | záložník | Caleb Watts           | 16. ledna 2002 (19 let)    | 0    | Southampton FC              |
| 16   | obránce  | Joel King             | 30. října 2000 (20 let)    | 0    | Sydney FC                   |
| 17   | záložník | Connor Metcalfe       | 5. listopadu 1999 (21 let) | 0    | Melbourne City FC           |
| 18   | gólman   | Ashley Maynard-Brewer | 25. června 1999 (22 let)   | 0    | Charlton Athletic FC        |
| 19   | útočník  | Marco Tilio           | 23. srpna 2001 (19 let)    | 1    | Melbourne City FC           |
| 20   | útočník  | Lachlan Wales         | 19. října 1997 (23 let)    | 1    | Western United FC           |
| 21   | záložník | Cameron Devlin        | 7. června 1998 (23 let)    | 0    | Wellington Phoenix FC       |
| 22   | gólman   | Jordan Holmes         | 8. května 1997 (24 let)    | 0    | Ebbsfleet United FC         |

##### Výsledky
| Pořadí | Tým       | Z | V | R | P | VB | IB | RB | Body |
| ------ | --------- | - | - | - | - | -- | -- | -- | ---- |
| 1.     | Španělsko | 3 | 1 | 2 | 0 | 2  | 1  | +1 | 5    |
| 2.     | Egypt     | 3 | 1 | 1 | 1 | 2  | 1  | +1 | 4    |
| 3.     | Argentina | 3 | 1 | 1 | 1 | 2  | 3  | −1 | 4    |
| 4.     | Austrálie | 3 | 1 | 0 | 2 | 2  | 3  | −1 | 3    |

##### Zápasy základní skupina
| 22. července 2021 12:30 |        |                     |                                                 |
| Argentina               | 0 : 2  | Austrálie           | Sapporo Dome, Sapporo rozhodčí: Srđan Jovanović |
|                         | Report | Wales 14' Tilio 80' | Sapporo Dome, Sapporo rozhodčí: Srđan Jovanović |

| 25. července 2021 12:30 |        |               |                                                       |
| Austrálie               | 0 : 1  | Španělsko     | Sapporo Dome, Sapporo rozhodčí: Bamlak Tessema Weyesa |
|                         | Report | Oyarzabal 81' | Sapporo Dome, Sapporo rozhodčí: Bamlak Tessema Weyesa |

| 28. července 2021 13:00 |        |                     |                                                  |
| Austrálie               | 0 : 2  | Egypt               | Miyagi Stadium, Rifu rozhodčí: Artur Soares Dias |
|                         | Report | Rayan 44' Hamdy 85' | Miyagi Stadium, Rifu rozhodčí: Artur Soares Dias |

#### Ženský turnaj

##### Soupiska
| # dresu | Pozice   | Hráč                 | Datum narození              | Góly | Klub                        |
| ------- | -------- | -------------------- | --------------------------- | ---- | --------------------------- |
| 1       | gólman   | Lydia Williams       | 13. května 1988 (33 let)    | 0    | Arsenal W.F.C.              |
| 2 C     | útočník  | Sam Kerr             | 10. září 1993 (27 let)      | 6    | Chelsea F.C. Women          |
| 3       | záložník | Kyra Cooney-Cross    | 15. února 2002 (19 let)     | 0    | Melbourne Victory FC        |
| 4       | obránce  | Clare Polkinghorne   | 1. února 1989 (32 let)      | 0    | Vittsjö GIK                 |
| 5       | záložník | Aivi Luik            | 18. března 1985 (36 let)    | 0    | Sevilla FC                  |
| 6       | záložník | Chloe Logarzo        | 22. prosince 1994 (26 let)  | 0    | Kansas City Current         |
| 7       | obránce  | Steph Catley         | 26. ledna 1994 (27 let)     | 0    | Arsenal W.F.C.              |
| 8       | záložník | Elise Kellond-Knight | 10. srpna 1990 (30 let)     | 0    | Hammarby Fotboll            |
| 9       | útočník  | Caitlin Foord        | 11. listopadu 1994 (26 let) | 1    | Arsenal W.F.C.              |
| 10      | záložník | Emily van Egmond     | 12. července 1993 (28 let)  | 0    | West Ham United FC Women    |
| 11      | záložník | Mary Fowler          | 14. února 2003 (18 let)     | 1    | Montpellier HSC             |
| 12      | obránce  | Ellie Carpenter      | 28. dubna 2000 (21 let)     | 0    | Olympique Lyonnais Féminin  |
| 13      | záložník | Tameka Yallop        | 16. června 1991 (30 let)    | 1    | Brisbane Roar FC            |
| 14      | obránce  | Alanna Kennedy       | 21. ledna 1995 (26 let)     | 1    | Tottenham Hotspur FC Women  |
| 15      | útočník  | Eily Gielnik         | 13. května 1992 (29 let)    | 1    | Vittsjö GIK                 |
| 16      | útočník  | Hayley Raso          | 5. září 1994 (26 let)       | 0    | Everton FC                  |
| 17      | útočník  | Kyah Simon           | 25. června 1991 (30 let)    | 0    | PSV                         |
| 18      | gólman   | Teagan Micah         | 20. října 1997 (23 let)     | 0    | IL Sandviken                |
| 19      | obránce  | Courtney Nevin       | 12. února 2002 (19 let)     | 0    | Western Sydney Wanderers FC |
| 20      | obránce  | Charlotte Grant      | 20. září 2001 (19 let)      | 0    | FC Rosengård                |
| 21      | obránce  | Laura Brock          | 28. listopadu 1989 (31 let) | 0    | En Avant Guingamp           |
| 22      | gólman   | Mackenzie Arnold     | 25. února 1994 (27 let)     | 0    | West Ham United FC Women    |

##### Výsledky
| Pořadí | Tým                    | Z | V | R | P | VB | IB | RB | Body |
| ------ | ---------------------- | - | - | - | - | -- | -- | -- | ---- |
| 1.     | Švédsko                | 3 | 3 | 0 | 0 | 9  | 2  | +7 | 9    |
| 2.     | Spojené státy americké | 3 | 1 | 1 | 1 | 6  | 4  | +2 | 4    |
| 3.     | Austrálie              | 3 | 1 | 1 | 1 | 4  | 5  | −1 | 4    |
| 4.     | Nový Zéland            | 3 | 0 | 0 | 3 | 2  | 10 | −8 | 0    |

##### Zápasy základní skupina
| 21. července 2021 13:30   |        |                 |                                                  |
| Austrálie                 | 2 : 1  | Nový Zéland     | Tokio Stadium, Tokio rozhodčí: Lucila Venegasová |
| Yallopová 20' Kerrová 33' | Report | Rennieová 90+1' | Tokio Stadium, Tokio rozhodčí: Lucila Venegasová |

| 24. července 2021 10:30                             |        |                  |                                                                   |
| Švédsko                                             | 4 : 2  | Austrálie        | Saitama Stadium 2002, Saitama rozhodčí: Edina Alvesová Batistaová |
| Rolföová 20', 63' Hurtigová 52' Blacksteniusová 82' | Report | Kerrová 36', 48' | Saitama Stadium 2002, Saitama rozhodčí: Edina Alvesová Batistaová |

| 27. července 2021 10:00 |        |           |                                                         |
| USA                     | 0 : 0  | Austrálie | Kašima Stadium, Kašima rozhodčí: Anastasia Pustovojtová |
|                         | Report |           | Kašima Stadium, Kašima rozhodčí: Anastasia Pustovojtová |

##### Zápas čtvrtfinále
| 30. července 2021 11:00 |               |                                                 |                                                       |
| Velká Británie          | 3 : 4 (prod.) | Austrálie                                       | Kašima Stadium, Kašima rozhodčí: Salima Mukansangaová |
| Whiteová 57', 66', 115' | Report        | Kennedyová 35' Kerrová 89', 106' Fowlerová 103' | Kašima Stadium, Kašima rozhodčí: Salima Mukansangaová |

##### Zápas semifinále
| 2. srpna 2021 13:00 |        |              |                                                      |
| Austrálie           | 0 : 1  | Švédsko      | Nissan Stadium, Jokohama rozhodčí: Melissa Borjasová |
|                     | Report | Rolföová 46' | Nissan Stadium, Jokohama rozhodčí: Melissa Borjasová |

##### Zápas o 3. místo
| 5. srpna 2021 10:00                     |        |                                        |                                                    |
| Austrálie                               | 3 : 4  | USA                                    | Kašima Stadium, Kašima rozhodčí: Laura Fortunatová |
| Kerrová 17' Foordová 54' Gielniková 90' | Report | Rapinoeová 8', 21' Lloydová 45+1', 51' | Kašima Stadium, Kašima rozhodčí: Laura Fortunatová |

### Golf
| Sportovec       | Disciplína | Kolo 1 | Kolo 2 | Kolo 3 | Kolo 4 | Celkem | Celkem | Celkem |
| Sportovec       | Disciplína | Skóre  | Skóre  | Skóre  | Skóre  | Skóre  | Par    | Pořadí |
| --------------- | ---------- | ------ | ------ | ------ | ------ | ------ | ------ | ------ |
| Marc Leishman   | Muži       | 70     | 71     | 72     | 69     | 282    | −2     | =51.   |
| Cameron Smith   | Muži       | 71     | 67     | 66     | 66     | 270    | −14    | =10.   |
| Sportovkyně     | Disciplína | Kolo 1 | Kolo 2 | Kolo 3 | Kolo 4 | Celkem | Celkem | Celkem |
| Sportovkyně     | Disciplína | Skóre  | Skóre  | Skóre  | Skóre  | Skóre  | Par    | Pořadí |
| Hannah Greenová | Ženy       | 71     | 65     | 67     | 68     | 271    | −13    | =5.    |
| Minjee Lee      | Ženy       | 71     | 68     | 73     | 68     | 280    | −4     | =29.   |

### Gymnastika

#### Moderní gymnastika
| Sportovec/Sportovkyně | Disciplína        | Kvalifikace | Kvalifikace | Kvalifikace | Kvalifikace | Kvalifikace | Kvalifikace | Finále       | Finále       | Finále       | Finále       | Finále       | Finále       |
| Sportovec/Sportovkyně | Disciplína        | Obruč       | Míč         | Kužele      | Stuha       | Celkem      | Pořadí      | Obruč        | Míč          | Kužele       | Stuha        | Celkem       | Pořadí       |
| --------------------- | ----------------- | ----------- | ----------- | ----------- | ----------- | ----------- | ----------- | ------------ | ------------ | ------------ | ------------ | ------------ | ------------ |
| Lidiia Iakovleva      | Závod jednolivkyň | 20,600      | 19,800      | 22,325      | 16,050      | 78,775      | 23.         | nepostoupila | nepostoupila | nepostoupila | nepostoupila | nepostoupila | nepostoupila |

#### Skoky na trampolíně
| Sportovec/Sportovkyně | Disciplína | Kvalifikace | Kvalifikace | Finále       | Finále       |
| Sportovec/Sportovkyně | Disciplína | Body        | Pořadí      | Body         | Pořadí       |
| --------------------- | ---------- | ----------- | ----------- | ------------ | ------------ |
| Dominic Clarke        | Muži       | 111,680     | 4. Q        | 24,955       | 8.           |
| Jessica Pickeringová  | Ženy       | 34,190      | 16.         | nepostoupila | nepostoupila |

#### Sportovní gymnastika
| Sportovec          | Disciplína     | Kvalifikace | Kvalifikace | Kvalifikace | Kvalifikace | Kvalifikace | Kvalifikace | Kvalifikace | Kvalifikace | Finále       | Finále       | Finále       | Finále       | Finále       | Finále       | Finále       | Finále       |
| Sportovec          | Disciplína     | Nářadí      | Nářadí      | Nářadí      | Nářadí      | Nářadí      | Nářadí      | Celkem      | Pořadí      | Nářadí       | Nářadí       | Nářadí       | Nářadí       | Nářadí       | Nářadí       | Celkem       | Pořadí       |
| Sportovec          | Disciplína     | Prostná     | Kůň našíř   | Kruhy       | Přeskok     | Bradla      | Hrazda      | Celkem      | Pořadí      | Prostná      | Kůň našíř    | Kruhy        | Přeskok      | Bradla       | Hrazda       | Celkem       | Pořadí       |
| ------------------ | -------------- | ----------- | ----------- | ----------- | ----------- | ----------- | ----------- | ----------- | ----------- | ------------ | ------------ | ------------ | ------------ | ------------ | ------------ | ------------ | ------------ |
| Tyson Bull         | Hrazda – muži  | N/A         | N/A         | N/A         | N/A         | N/A         | 14,433      | 14,433      | 7. Q        | N/A          | N/A          | N/A          | N/A          | N/A          | 12,566       | 12,566       | 5.           |
| Tyson Bull         | Bradla – muži  | N/A         | N/A         | N/A         | N/A         | 13,566      | N/A         | 13,566      | 54.         | nepostoupil  | nepostoupil  | nepostoupil  | nepostoupil  | nepostoupil  | nepostoupil  | nepostoupil  | nepostoupil  |
| Sportovkyně        | Disciplína     | Kvalifikace | Kvalifikace | Kvalifikace | Kvalifikace | Kvalifikace | Kvalifikace | Kvalifikace | Kvalifikace | Finále       | Finále       | Finále       | Finále       | Finále       | Finále       | Finále       | Finále       |
| Sportovkyně        | Disciplína     | Nářadí      | Nářadí      | Nářadí      | Nářadí      | Nářadí      | Nářadí      | Celkem      | Pořadí      | Nářadí       | Nářadí       | Nářadí       | Nářadí       | Nářadí       | Nářadí       | Celkem       | Pořadí       |
| Sportovkyně        | Disciplína     | Prostná     | Přeskok     | Přeskok     | Bradla      | Bradla      | Kladina     | Celkem      | Pořadí      | Prostná      | Přeskok      | Přeskok      | Bradla       | Bradla       | Kladina      | Celkem       | Pořadí       |
| Georgia Godwinová  | Víceboj – ženy | 13,166      | 13,766      | 13,766      | 13,033      | 13,033      | 12,900      | 52,865      | 37.         | nepostoupila | nepostoupila | nepostoupila | nepostoupila | nepostoupila | nepostoupila | nepostoupila | nepostoupila |
| Emily Whiteheadová | Víceboj – ženy | 12,566      | 14,000      | 14,000      | 13,066      | 13,066      | 12,566      | 52,298      | 44.         | nepostoupila | nepostoupila | nepostoupila | nepostoupila | nepostoupila | nepostoupila | nepostoupila | nepostoupila |

### Jachting
| Sportovec/Sportovkyně             | Disciplína          | Etapa | Etapa | Etapa | Etapa | Etapa | Etapa | Etapa | Etapa | Etapa | Etapa | Etapa | Etapa | Etapa           | Body | Pořadí        |
| Sportovec/Sportovkyně             | Disciplína          | 1     | 2     | 3     | 4     | 5     | 6     | 7     | 8     | 9     | 10    | 11    | 12    | Medailový závod | Body | Pořadí        |
| --------------------------------- | ------------------- | ----- | ----- | ----- | ----- | ----- | ----- | ----- | ----- | ----- | ----- | ----- | ----- | --------------- | ---- | ------------- |
| Matthew Wearn                     | Laser – muži        | 17    | 28    | 2     | 4     | 2     | 2     | 1     | 1     | 12    | 8     | N/A   | N/A   | 4.              | 53   | Zlatá medaile |
| Jake Lilley                       | Finn – muži         | 10    | 8     | 4     | 11    | 7     | 9     | 15    | 6     | 2     | 6     | N/A   | N/A   | 6.              | 69   | 7.            |
| Mathew Belcher William Ryan       | 470 – muži          | 2     | 5     | 1     | 1     | 4     | 3     | 2     | 1     | 2     | 8     | N/A   | N/A   | 2.              | 23   | Zlatá medaile |
| Sam Phillips William Phillips     | 49er – muži         | 7     | 4     | 1     | 8     | 11    | 15    | 16    | UFD   | 18    | 14    | 8     | 9     | vyřazen         | 111  | 12.           |
| Mara Stransky                     | Laser Radial – ženy | 12    | 26    | 19    | 10    | 19    | 16    | BFD   | 24    | 3     | 1     | N/A   | N/A   | vyřazena        | 130  | 14.           |
| Moonique de Vries Nia Jerwood     | 470 – ženy          | 7     | 12    | 12    | 8     | 18    | 19    | 15    | 13    | 13    | 20    | N/A   | N/A   | vyřazena        | 117  | 16.           |
| Tess Lloydová Jaime Ryanová       | 49er FX – ženy      | 9     | 11    | 7     | 9     | 11    | 10    | 15    | 10    | 19    | 11    | 8     | 8     | vyřazena        | 109  | 13.           |
| Jason Waterhouse Lisa Darmaninová | Nacra 17 – mix      | 2     | 11    | 4     | 4     | 7     | 8     | 1     | 5     | 4     | 6     | 5     | 8     | 18.             | 72   | 5.            |

### Jezdectví

#### Drezura
| Sportovec/Sportovkyně                 | Kůň      | Disciplína            | Grand Prix | Grand Prix | Grand Prix Speciál | Grand Prix Speciál | Grand Prix volný styl | Grand Prix volný styl | Celkem       | Celkem       |
| Sportovec/Sportovkyně                 | Kůň      | Disciplína            | Body       | Pořadí     | Body               | Pořadí             | Technika              | Akrobacie             | Body         | Pořadí       |
| ------------------------------------- | -------- | --------------------- | ---------- | ---------- | ------------------ | ------------------ | --------------------- | --------------------- | ------------ | ------------ |
| Mary Hanna                            | Calanta  | Drezura – jednotlivci | 67,981     | 40.        | N/A                | N/A                | nepostoupil           | nepostoupil           | nepostoupil  | nepostoupil  |
| Kelly Layne                           | Samhitas | Drezura – jednotlivci | 58,354     | 57.        | N/A                | N/A                | nepostoupil           | nepostoupil           | nepostoupil  | nepostoupil  |
| Simone Pearce                         | Destano  | Drezura – jednotlivci | 68,494     | 36.        | N/A                | N/A                | nepostoupil           | nepostoupil           | nepostoupil  | nepostoupil  |
| Marry Hanna Kelly Layne Simone Pearce | viz výše | Drezura – družstva    | 6273,5     | 13.        | nepostoupili       | nepostoupili       | N/A                   | N/A                   | nepostoupili | nepostoupili |

#### Jezdecká všestrannost
| Sportovec/Sportovkyně             | Kůň               | Disciplína                          | Drezura    | Drezura | Cross-country | Cross-country | Cross-country | Parkurové skákání | Parkurové skákání | Parkurové skákání | Parkurové skákání | Parkurové skákání | Parkurové skákání | Celkem     | Celkem           |
| Sportovec/Sportovkyně             | Kůň               | Disciplína                          | Drezura    | Drezura | Cross-country | Cross-country | Cross-country | Kvalifikace       | Kvalifikace       | Kvalifikace       | Finále            | Finále            | Finále            |            |                  |
| Sportovec/Sportovkyně             | Kůň               | Disciplína                          | Penalizace | Pořadí  | Penalizace    | Celkem        | Pořadí        | Penalizace        | Celkem            | Pořadí            | Penalizace        | Celkem            | Pořadí            | Penalizace | Pořadí           |
| --------------------------------- | ----------------- | ----------------------------------- | ---------- | ------- | ------------- | ------------- | ------------- | ----------------- | ----------------- | ----------------- | ----------------- | ----------------- | ----------------- | ---------- | ---------------- |
| Andrew Hoy                        | Vassily de Lassos | Jezdecká všestrannost – jednotlivci | 29,60      | 13.     | 0,00          | 29,60         | 7.            | 0,00              | 29,60             | 4.                | 0,00              | 29,60             | 3.                | 29,60      | Bronzová medaile |
| Shane Rose                        | Virgil            | Jezdecká všestrannost – jednotlivci | 31,70      | 24.     | 0,00          | 31,70         | 9.            | 4,00              | 35,70             | 12.               | 4,00              | 39,70             | 10.               | 39,70      | 10.              |
| Kevin McNab                       | Don Quidam        | Jezdecká všestrannost – jednotlivci | 32,10      | 25.     | 2,80          | 34,90         | 15.           | 0,00              | 34,90             | 11.               | 12,00             | 46,90             | 14.               | 46,90      | 14.              |
| Andrew Hoy Kevin McNab Shane Rose |                   | Jezdecká všestrannost – družstva    | 93,40      | 6.      | 2,80          | 96,20         | 2.            | 4,00              | 100,20            | 2.                | N/A               | N/A               | N/A               | 100,20     | Stříbrná medaile |

#### Parkurové skákání
| Sportovkyně           | Kůň                | Disciplína                      | Kvalifikace                        | Kvalifikace                        | Kvalifikace                        | Kvalifikace                        | Kvalifikace                        | Finále           | Finále       | Finále       | Finále       | Finále       |
| Sportovkyně           | Kůň                | Disciplína                      | Penalizace                         | Penalizace                         | Penalizace                         | Čas                                | Pořadí                             | Penalizace       | Penalizace   | Penalizace   | Čas          | Pořadí       |
| Sportovkyně           | Kůň                | Disciplína                      | Shození překážky                   | Čas                                | Celkem                             | Čas                                | Pořadí                             | Shození překážky | Čas          | Celkem       | Čas          | Pořadí       |
| --------------------- | ------------------ | ------------------------------- | ---------------------------------- | ---------------------------------- | ---------------------------------- | ---------------------------------- | ---------------------------------- | ---------------- | ------------ | ------------ | ------------ | ------------ |
| Katie Laurie          | Casebrooke Lomond  | Parkurové skákání – jednotlivci | nedokončila, kůň odmítl poslušnost | nedokončila, kůň odmítl poslušnost | nedokončila, kůň odmítl poslušnost | nedokončila, kůň odmítl poslušnost | nedokončila, kůň odmítl poslušnost | nepostoupila     | nepostoupila | nepostoupila | nepostoupila | nepostoupila |
| Edwina Tops-Alexander | Identity Vitsereol | Parkurové skákání – jednotlivci | 4                                  | 0                                  | 4                                  | 87,93                              | =31.                               | nepostoupila     | nepostoupila | nepostoupila | nepostoupila | nepostoupila |

### Judo
| Sportovec/Sportovkyně | Disciplína    | 1/64   | 1/32                      | 1/16                                | Čtvrtfinále  | Semifinále   | Oprava       | Finále/Bronzová medaile | Finále/Bronzová medaile |
| Sportovec/Sportovkyně | Disciplína    | Soupeř | Soupeř                    | Soupeř                              | Soupeř       | Soupeř       | Soupeř       | Soupeř                  | Pořadí                  |
| --------------------- | ------------- | ------ | ------------------------- | ----------------------------------- | ------------ | ------------ | ------------ | ----------------------- | ----------------------- |
| Nathan Katz           | Muži do 66 kg | N/A    | Juan Postigos VÝHRA 10–00 | Baruch Šmailov PROHRA 00–01         | nepostoupil  | nepostoupil  | nepostoupil  | nepostoupil             | nepostoupil             |
| Katharina Haeckerová  | Ženy do 63 kg | N/A    | Gili Šarir VÝHRA 10–00    | Jull Franssenová PROHRA 00–10       | nepostoupila | nepostoupila | nepostoupila | nepostoupila            | nepostoupila            |
| Aoife Coughlanová     | Ženy do 70 kg | N/A    | Kinaua Biribo VÝHRA 10–01 | Giovanna Scoccimarrová PROHRA 00–10 | nepostoupila | nepostoupila | nepostoupila | nepostoupila            | nepostoupila            |

### Kanoistika

#### Rychlostní kanoistika
| Sportovec                                                                      | Disciplína       | Rozjížďka | Rozjížďka | Čtvrtfinále | Čtvrtfinále | Semifinále   | Semifinále   | Finále       | Finále        |
| Sportovec                                                                      | Disciplína       | Čas       | Pořadí    | Čas         | Pořadí      | Čas          | Pořadí       | Čas          | Pořadí        |
| ------------------------------------------------------------------------------ | ---------------- | --------- | --------- | ----------- | ----------- | ------------ | ------------ | ------------ | ------------- |
| Thomas Green                                                                   | K1 1000 m – muži | 3:39,492  | 2. SF     | Bye         | Bye         | 3:24,612     | 3. FA        | 3:28,360     | 7.            |
| Jean van der Westhuyzen                                                        | K1 1000 m – muži | 3:46,186  | 3. QF     | 3:46,104    | 1. SF       | 3:28,287     | 8. FB        | 3:26,955     | 11.           |
| Riley Fitzsimmons Jordan Wood                                                  | K2 1000 m – muži | 3:18,453  | 3. QF     | 3:10,619    | 1. SF       | 3:21,860     | 6. FB        | 3:24,757     | 13.           |
| Thomas Green Jean van der Westhuyzen                                           | K2 1000 m – muži | 3:08,773  | 1. SF     | Bye         | Bye         | 3:17,077     | 1. FA        | 3:15,280     | Zlatá medaile |
| Riley Fitzsimmons Murray Stewart Lachlan Tame Jordan Wood                      | K4 500 m – muži  | 1:22,662  | 2. SF     | N/A         | N/A         | 1:24,868     | 2. FA        | 1:25,025     | 6.            |
| Sportovkyně                                                                    | Disciplína       | Rozjížďka | Rozjížďka | Čtvrtfinále | Čtvrtfinále | Semifinále   | Semifinále   | Finále       | Finále        |
| Sportovkyně                                                                    | Disciplína       | Čas       | Pořadí    | Čas         | Pořadí      | Čas          | Pořadí       | Čas          | Pořadí        |
| Josephine Bulmerová                                                            | C1 200 m – ženy  | 53,354    | 6. QF     | 51,474      | 7.          | nepostoupily | nepostoupily | nepostoupily | nepostoupily  |
| Bernadette Wallace                                                             | C1 200 m – ženy  | 48,209    | 5. QF     | 48,330      | 4.          | nepostoupily | nepostoupily | nepostoupily | nepostoupily  |
| Josephine Bulmerová Bernadette Wallace                                         | C2 500 m – ženy  | 2:11,322  | 7. QF     | 2:11,180    | 5. FB       | N/A          | N/A          | 2:05,698     | 13.           |
| Alyssa Bullová                                                                 | K1 500 m – ženy  | 1:49,416  | 3. SF     | Bye         | Bye         | 1:54,038     | 4. FB        | 1:56,799     | 8.            |
| Alyce Woodová                                                                  | K1 500 m – ženy  | 1:48,572  | 2. SF     | Bye         | Bye         | 1:53,079     | 2. FA        | 1:57,251     | 8.            |
| Jo Bridgen-Jonesová Jaime Robertsová                                           | K2 500 m – ženy  | 1:52,097  | 5. QF     | 1:50,325    | 4. SF       | 1:42,092     | 8. FB        | 1:41,073     | 13.           |
| Alyssa Bullová Alyce Woodová                                                   | K2 500 m – ženy  | 1:45,499  | 3. QF     | 1:47,057    | 2. SF       | 1:37,109     | 2. FA        | 1:37,412     | 5.            |
| Jo Brigden-Jonesová Catherine McArthurová Shannon Reynoldsová Jaime Robertsová | K4 500 m – ženy  | 1:37,407  | 4. QF     | 1:37,601    | 5. SF       | 1:38,170     | 4. FA        | 1:39,797     | 7.            |

#### Vodní slalom
| Sportovec/Sportovkyně | Disciplína | Základní kolo | Základní kolo | Základní kolo | Základní kolo | Základní kolo | Základní kolo | Semifinále | Semifinále | Finále | Finále           |
| Sportovec/Sportovkyně | Disciplína | Jízda 1       | Pořadí        | Jízda 2       | Pořadí        | Nejlepší      | Pořadí        | Čas        | Pořadí     | Čas    | Pořadí           |
| --------------------- | ---------- | ------------- | ------------- | ------------- | ------------- | ------------- | ------------- | ---------- | ---------- | ------ | ---------------- |
| Daniel Watkins        | C-1 – muži | 158,43        | 16.           | 103,07        | 8.            | 103,07        | 10. Q         | 101,28     | 2. Q       | 108,18 | 9.               |
| Lucien Delfour        | K-1 – muži | 91,10         | 2.            | 91,12         | 3.            | 91,10         | 3. Q          | 97,52      | 6. Q       | 102,33 | 8.               |
| Jessica Foxová        | C-1 – ženy | 109,96        | 2.            | 110,93        | 5.            | 109,96        | 5. Q          | 110,59     | 1. Q       | 105,04 | Zlatá medaile    |
| Jessica Foxová        | K-1 – ženy | 104,05        | 2.            | 98,46         | 1.            | 98,46         | 1. Q          | 105,85     | 1. Q       | 106,73 | Bronzová medaile |

### Karate
| Sportovec       | Disciplína    | Skupina                       | Skupina               | Skupina                   | Skupina                | Skupina | Semifinále  | Finále/Bronzová medaile | Pořadí      |
| Sportovec       | Disciplína    | Výsledek                      | Výsledek              | Výsledek                  | Výsledek               | Pořadí  | Výsledek    | Výsledek                | Pořadí      |
| --------------- | ------------- | ----------------------------- | --------------------- | ------------------------- | ---------------------- | ------- | ----------- | ----------------------- | ----------- |
| Tsuneari Yahiro | Muži do 75 kg | Nurkanat Azhikanov PROHRA 3–6 | Luigi Busà PROHRA 0–5 | Rafael Aghayev PROHRA 0–5 | Noah Bitsch PROHRA 3–5 | 5.      | nepostoupil | nepostoupil             | nepostoupil |

### Lukostřelba
| Sportovec                            | Disciplína               | První kolo | První kolo | 1/64                          | 1/32                   | 1/16                  | Čtvrtfinále  | Semifinále   | Finále/Bronzová medaile | Finále/Bronzová medaile |
| Sportovec                            | Disciplína               | Skóre      | Nasazení   | Soupeř                        | Soupeř                 | Soupeř                | Soupeř       | Soupeř       | Soupeř                  | Pořadí                  |
| ------------------------------------ | ------------------------ | ---------- | ---------- | ----------------------------- | ---------------------- | --------------------- | ------------ | ------------ | ----------------------- | ----------------------- |
| David Barnes                         | Závod jednotlivců – muži | 648        | 50.        | Riau Ega Agata PROHRA 1–7     | nepostoupil            | nepostoupil           | nepostoupil  | nepostoupil  | nepostoupil             | nepostoupil             |
| Ryan Tyack                           | Závod jednotlivců – muži | 650        | 42.        | Nicholas D'Amour VÝHRA 6–5    | Mete Gazoz PROHRA 3–7  | nepostoupil           | nepostoupil  | nepostoupil  | nepostoupil             | nepostoupil             |
| Taylor Worth                         | Závod jednotlivců – muži | 651        | 39.        | Alviyanto Prastyadi VÝHRA 6–0 | Wei Shaoxuan VÝHRA 6–4 | Mete Gazoz PROHRA 1–7 | nepostoupil  | nepostoupil  | nepostoupil             | nepostoupil             |
| David Barnes Ryan Tyack Taylor Worth | Družstva – muži          | 1949       | 11.        | N/A                           | N/A                    | Tchaj-wan PROHRA 4–5  | nepostoupili | nepostoupili | nepostoupili            | nepostoupili            |
| Alice Ingley                         | Závod jednotlivců – ženy | 616        | 57.        | Ksenia Perova PROHRA 1–7      | nepostoupila           | nepostoupila          | nepostoupila | nepostoupila | nepostoupila            | nepostoupila            |
| Taylor Worth Alice Ingley            | Smíšené dvojice          | 1267       | 25.        | N/A                           | N/A                    | nepostoupili          | nepostoupili | nepostoupili | nepostoupili            | nepostoupili            |

### Moderní pětiboj
| Sportovkyně       | Disciplína             | Šerm     | Šerm          | Šerm   | Šerm | Plavání | Plavání | Plavání | Jezdectví | Jezdectví | Jezdectví | Střelba/Běh | Střelba/Běh | Střelba/Běh | Celkem bodů | Pořadí |
| Sportovkyně       | Disciplína             | Výsledek | Bonusové kolo | Pořadí | Body | Čas     | Pořadí  | Body    | TB        | Pořadí    | Body      | Čas         | Pořadí      | Body        | Celkem bodů | Pořadí |
| ----------------- | ---------------------- | -------- | ------------- | ------ | ---- | ------- | ------- | ------- | --------- | --------- | --------- | ----------- | ----------- | ----------- | ----------- | ------ |
| Ed Fernon         | moderní pětiboj – muži | 9–26     | 3             | 31.    | 157  | 2:10,85 | 36.     | 289     | 12        | 12.       | 288       | 12:05,89    | 33.         | 575         | 1309        | 31.    |
| Marina Carrierová | moderní pětiboj – ženy | 18–17    | 0             | =15.   | 208  | 2:17,35 | =25.    | 276     | 4         | 3.        | 296       | 13:43,86    | 34.         | 377         | 1157        | 27.    |

### Plavání

#### Muži
| Sportovec                                                                             | Disciplína                              | Rozplavba | Rozplavba | Semifinále  | Semifinále  | Finále      | Finále           |
| Sportovec                                                                             | Disciplína                              | Čas       | Pořadí    | Čas         | Pořadí      | Čas         | Pořadí           |
| ------------------------------------------------------------------------------------- | --------------------------------------- | --------- | --------- | ----------- | ----------- | ----------- | ---------------- |
| Kyle Chalmers                                                                         | 100 m volný způsob – muži               | 47,77     | 3. Q      | 47,80       |             | 47,08       | Stříbrná medaile |
| Isaac Cooper                                                                          | 100 m znak – muži                       | 53,73     | 13. Q     | 53,43       | 12.         | nepostoupil | nepostoupil      |
| Kai Edwards                                                                           | 10 km maraton – muži                    | N/A       | N/A       | N/A         | N/A         | 1:53:04,0   | 12.              |
| Tristan Hollard                                                                       | 200 m znak – muži                       | 1:57,24   | 10. Q     | 1:56,92     | 10.         | nepostoupil | nepostoupil      |
| Mitch Larkin                                                                          | 100 m znak – muži                       | 52,97     | 4. Q      | 52,76       | 3. Q        | 52,79       | 7.               |
| Mitch Larkin                                                                          | 200 m polohový závod – muži             | 1:57,50   | 9. Q      | 1:57,80     | 10.         | nepostoupil | nepostoupil      |
| Se-Bom Lee                                                                            | 400 m polohový závod – muži             | 4:15,76   | 16.       | N/A         | N/A         | nepostoupil | nepostoupil      |
| Cameron McEvoy                                                                        | 50 m volný způsob – muži                | 22,31     | 29.       | nepostoupil | nepostoupil | nepostoupil | nepostoupil      |
| Cameron McEvoy                                                                        | 100 m volný způsob – muži               | 48,72     | 24.       | nepostoupil | nepostoupil | nepostoupil | nepostoupil      |
| Jack McLoughlin                                                                       | 400 m volný způsob – muži               | 3:45,20   | =4. Q     | N/A         | N/A         | 3:43,52     | Stříbrná medaile |
| Jack McLoughlin                                                                       | 800 m volný způsob – muži               | 7:46,94   | 6. Q      | N/A         | N/A         | 7:45,00     | 5.               |
| Jack McLoughlin                                                                       | 1500 m volný způsob – muži              | 14:56,98  | 10.       | N/A         | N/A         | nepostoupil | nepostoupil      |
| David Morgan                                                                          | 100 m motýlek – muži                    | 52,31     | 30.       | nepostoupil | nepostoupil | nepostoupil | nepostoupil      |
| David Morgan                                                                          | 200 m motýlek – muži                    | 2:00,27   | 35.       | nepostoupil | nepostoupil | nepostoupil | nepostoupil      |
| Thomas Neill                                                                          | 200 m volný způsob – muži               | 1:45,81   | 8. Q      | 1:45,74     | 9.          | nepostoupil | nepostoupil      |
| Thomas Neill                                                                          | 1500 m volný způsob – muži              | 15:04,65  | 16.       | N/A         | N/A         | nepostoupil | nepostoupil      |
| Brendon Smith                                                                         | 200 m polohový závod – muži             | 1:58,57   | 22.       | nepostoupil | nepostoupil | nepostoupil | nepostoupil      |
| Brendon Smith                                                                         | 400 m polohový závod – muži             | 4:09,27   | 1. Q      | N/A         | N/A         | 4:10,38     | Bronzová medaile |
| Zac Stubblety-Cook                                                                    | 100 m prsa – muži                       | 1:00,05   | 24.       | nepostoupil | nepostoupil | nepostoupil | nepostoupil      |
| Zac Stubblety-Cook                                                                    | 200 m prsa – muži                       | 2:07,37   | =1. Q     | 2:07,35     | 1. Q        | 2:06,38 OR  | Zlatá medaile    |
| Matthew Temple                                                                        | 100 m motýlek – muži                    | 51,39     | 8. Q      | 51,12       | 6. Q        | 50,92       | =5.              |
| Matthew Temple                                                                        | 200 m motýlek – muži                    | 1:56,25   | 18.       | nepostoupil | nepostoupil | nepostoupil | nepostoupil      |
| Matthew Wilson                                                                        | 100 m prsa – muži                       | 1:00,03   | 22.       | nepostoupil | nepostoupil | nepostoupil | nepostoupil      |
| Matthew Wilson                                                                        | 200 m prsa – muži                       | 2:09,29   | 10. Q     | 2:10,10     | 14.         | nepostoupil | nepostoupil      |
| Elijah Winnington                                                                     | 200 m volný způsob – muži               | 1:46,99   | 22.       | nepostoupil | nepostoupil | nepostoupil | nepostoupil      |
| Elijah Winnington                                                                     | 400 m volný způsob – muži               | 3?45,20   | =4. Q     | N/A         | N/A         | 3:45,20     | 7.               |
| Kyle Chalmers Alexander Graham Zac Incerti Cameron McEvoy Matthew Temple              | Štafeta 4 × 100 m volný způsob – muži   | 3:11,89   | 3. Q      | N/A         | N/A         | 3:10,22     | Bronzová medaile |
| Kyle Chalmers Alexander Graham Mack Horton Zac Incerti Thomas Neill Elijah Winnington | Štafeta 4 × 200 m volný způsob – muži   | 7:05,00   | 2. Q      | N/A         | N/A         | 7:01,84     | Bronzová medaile |
| Kyle Chalmers Mitch Larkin David Morgan Zac Stubblety-Cook Matthew Temple             | Štafeta 4 × 100 m polohový závod – muži | 3:32,08   | 6. Q      | N/A         | N/A         | 3:29,60     | 5.               |

#### Ženy
| Sportovkyně | Disciplína                              | Rozplavba | Rozplavba | Semifinále   | Semifinále   | Finále       | Finále           |
| Sportovkyně | Disciplína                              | Čas       | Pořadí    | Čas          | Pořadí       | Čas          | Pořadí           |
| --- | --------------------------------------- | --------- | --------- | ------------ | ------------ | ------------ | ---------------- |
| Cate Campbellová | 50 m volný způsob – ženy                | 24,15     | 3. Q      | 24,27        | 6. Q         | 24,36        | 7.               |
| Cate Campbellová | 100 m volný způsob – ženy               | 52,80     | 4. Q      | 52,71        | 3. Q         | 52,52        | Bronzová medaile |
| Tamsin Cooková | 400 m volný způsob – ženy               | 4:04,80   | 9.        | N/A          | N/A          | nepostoupila | nepostoupila     |
| Maddy Goughová | 1500 m volný způsob – ženy              | 15:56,81  | 7. Q      | N/A          | N/A          | 16:05,81     | 8.               |
| Jessica Hansenová | 100 m prsa – ženy                       | 1:07,50   | 20.       | nepostoupila | nepostoupila | nepostoupila | nepostoupila     |
| Abbey Harkinová | 200 m prsa – ženy                       | 2:24,41   | 17.       | nepostoupila | nepostoupila | nepostoupila | nepostoupila     |
| Chelsea Hodgesová | 100 m prsa – ženy                       | 1:06,70   | 12. Q     | 1:06,60      | 9.           | nepostoupila | nepostoupila     |
| Kareena Lee | 10 km maraton – ženy                    | N/A       | N/A       | N/A          | N/A          | 1:59:32,5    | Bronzová medaile |
| Emma McKeonová | 50 m volný způsob – ženy                | 24,02 OR  | 1. Q      | 24,00 OR     | 1. Q         | 23,81 OR     | Zlatá medaile    |
| Emma McKeonová | 100 m volný způsob – ženy               | 52,13 OR  | 1. Q      | 52,32        | 1. Q         | 51,96 OR     | Zlatá medaile    |
| Emma McKeonová | 100 m motýlek – ženy                    | 55,82     | 1. Q      | 56,33        | 3. Q         | 55,72        | Bronzová medaile |
| Kaylee McKeownová | 100 m znak – ženy                       | 57,88 OR  | 1. Q      | 58,11        | 3. Q         | 57,47 OR     | Zlatá medaile    |
| Kaylee McKeownová | 200 m znak – ženy                       | 2:08,18   | 1. Q      | 2:07,93      | 5. Q         | 2:04,68      | Zlatá medaile    |
| Kiah Melvertonová | 800 m volný způsob – ženy               | 8:20,45   | 7. Q      | N/A          | N/A          | 8:22,25      | 6.               |
| Kiah Melvertonová | 1500 m volný způsob – ženy              | 15:58,96  | 8. Q      | N/A          | N/A          | 16:00,36     | 6.               |
| Emily Seebohmová | 100 m znak – ženy                       | 58,86     | 5. Q      | 58,59        | 6. Q         | 58,45        | 5.               |
| Emily Seebohmová | 200 m znak – ženy                       | 2:09,10   | =8. Q     | 2:07,09      | 1. Q         | 2:06,17      | Bronzová medaile |
| Jenna Strauchová | 200 m prsa – ženy                       | 2:23,30   | 9. Q      | 2:24,25      | 9.           | nepostoupila | nepostoupila     |
| Brianna Throssellová | 100 m motýlek – ženy                    | 58,08     | 16. Q     | 57,59        | 12.          | nepostoupila | nepostoupila     |
| Brianna Throssellová | 200 m motýlek – ženy                    | 2:09,34   | 9. Q      | 2:08,41      | 6. Q         | 2:09,48      | 8.               |
| Ariarne Titmusová | 200 m volný způsob – ženy               | 1:55,88   | 3. Q      | 1:54,82      | 1. Q         | 1:53,50 OR   | Zlatá medaile    |
| Ariarne Titmusová | 400 m volný způsob – ženy               | 4:01,66   | 3. Q      | N/A          | N/A          | 3:56,69 OC   | Zlatá medaile    |
| Ariarne Titmusová | 800 m volný způsob – ženy               | 8:18,99   | 6. Q      | N/A          | N/A          | 8:13,83 OC   | Stříbrná medaile |
| Madison Wilsonová | 200 m volný způsob – ženy               | 1::5,87   | 4. Q      | 1:56,58      | 8. Q         | 1:56,39      | 8.               |
| Bronte Campbellová Cate Campbellová Meg Harrisová Emma McKeonová Mollie O'Callaghanová Madison Wilsonová                              | Štafeta 4 × 100 m volný způsob – ženy   | 3:31,73   | 1. Q      | N/A          | N/A          | 3:29,69 WR   | Zlatá medaile    |
| Tamsin Cooková Meg Harrisová Emma McKeonová Leah Neale Mollie O'Callaghanová Brianna Throssellová Ariarne Titmusová Madison Wilsonová | Štafeta 4 × 200 m volný způsob – ženy   | 7:44,61   | 1. Q      | N/A          | N/A          | 7:41,29 OC   | Bronzová medaile |
| Cate Campbellová Chelsea Hodgesová Emma McKeonová Mollie O'Callaghanová Emily Seebohmová Brianna Throssellová                         | Štafeta 4 × 100 m polohový závod – ženy | 3:55,39   | 3. Q      | N/A          | N/A          | 3:51,60 OR   | Zlatá medaile    |

#### Smíšená štafeta
| Sportovec | Disciplína                               | Rozplavba | Rozplavba | Semifinále | Semifinále | Finále  | Finále           |
| Sportovec | Disciplína                               | Čas       | Pořadí    | Čas        | Pořadí     | Čas     | Pořadí           |
| --- | ---------------------------------------- | --------- | --------- | ---------- | ---------- | ------- | ---------------- |
| Bronte Campbellová Isaac Cooper Emma McKeonová Kaylee McKeownová Zac Stubblety-Cook Matthew Temple Brianna Throssellová | Smíšená štafeta 4 × 100 m polohový závod | 3:42,35   | 4. Q      | N/A        | N/A        | 3:38,95 | Bronzová medaile |

### Plážový volejbal
| Sportovec/Sportovkyně          | Disciplína | Předkolo                                              | Předkolo                                              | Předkolo                                                         | Předkolo | Opravy       | Osmifinále                              | Čtvrtfinále                                                        | Semifinále                                             | Finále                                       | Finále           |
| Sportovec/Sportovkyně          | Disciplína | Výsledek                                              | Výsledek                                              | Výsledek                                                         | Pořadí   | Výsledek     | Pořadí                                  | Výsledek                                                           | Výsledek                                               | Výsledek                                     | Pořadí           |
| ------------------------------ | ---------- | ----------------------------------------------------- | ----------------------------------------------------- | ---------------------------------------------------------------- | -------- | ------------ | --------------------------------------- | ------------------------------------------------------------------ | ------------------------------------------------------ | -------------------------------------------- | ---------------- |
| Chris McHugh Damien Schumann   | Muži       | Anders Mol/Christian Sørum PROHRA 18–21, 21–18, 13–15 | Ilja Lešukov/Konstantin Semjonov PROHRA 14–21, 16–21  | Adrián Gavira/Pablo Herrera PROHRA 16–21, 16–21                  | 4.       | nepostoupili | nepostoupili                            | nepostoupili                                                       | nepostoupili                                           | nepostoupili                                 | nepostoupili     |
| Mariafe Artacho Taliqua Clancy | Ženy       | Lidianny Echevarría/Leila Martínez VÝHRA 21–15, 21–14 | Marta Menegatti/Viktoria Orsi Toth VÝHRA 22–20, 21–19 | Světlana Cholomina/Naděžda Makroguzova PROHRA 8–21, 21–15, 12–15 | 2. Q     | N/A          | Xue Chen/Wang Xinxin VÝHRA 22–20, 21–13 | Sarah Pavanová/Melissa Humana-Paredesová VÝHRA 21–15, 19–21, 15–12 | Tīna Graudiņa/Anastasija Kravčenoka VÝHRA 23–21, 21–13 | Alix Klineman/April Ross PROHRA 15–21, 16–21 | Stříbrná medaile |

### Pozemní hokej
| Sportovec/Sportovkyně                            | Disciplína           | Skupina             | Skupina         | Skupina             | Skupina               | Skupina              | Skupina | Čtvrtfinále                            | Semifinále        | Finále                              | Finále           |
| Sportovec/Sportovkyně                            | Disciplína           | Výsledek            | Výsledek        | Výsledek            | Výsledek              | Výsledek             | Pořadí  | Výsledek                               | Pořadí            | Výsledek                            | Pořadí           |
| ------------------------------------------------ | -------------------- | ------------------- | --------------- | ------------------- | --------------------- | -------------------- | ------- | -------------------------------------- | ----------------- | ----------------------------------- | ---------------- |
| Australská mužská reprezentace v pozemním hokeji | Pozemní hokej – muži | Japonsko VÝHRA 5–3  | Indie VÝHRA 7–1 | Argentina VÝHRA 5–2 | Nový Zéland VÝHRA 4–2 | Španělsko REMÍZA 1–1 | 1. Q    | Nizozemsko VÝHRA 2–2 (prodloužení 3–0) | Německo VÝHRA 3–1 | Belgie PROHRA 1–1 (prodloužení 2–3) | Stříbrná medaile |
| Australská ženská reprezentace v pozemním hokeji | Pozemní hokej – ženy | Španělsko VÝHRA 3–1 | Čína VÝHRA 6–0  | Japonsko VÝHRA 1–0  | Nový Zéland VÝHRA 1–0 | Argentina VÝHRA 2–0  | 1. Q    | Indie PROHRA 0–1                       | nepostoupily      | nepostoupily                        | nepostoupily     |

#### Mužský turnaj

##### Soupiska
- Lachlan Sharp, Tom Craig, Tom Wickham, Matt Dawson, Joshua Beltz, Eddie Ockenden, Jacob Whetton, Blake Govers, Dylan Martin, Joshua Simmonds, Tim Howard, Aran Zalewski, Flynn Ogilvie, Daniel Beate, Trent Mitton, Tim Brand, Andrew Charter, Jeremy Hayward

##### Výsledky
| Pořadí | Tým         | Z | V | R | P | VB | IB | RB  | Body |
| ------ | ----------- | - | - | - | - | -- | -- | --- | ---- |
| 1.     | Austrálie   | 5 | 4 | 1 | 0 | 22 | 9  | +13 | 13   |
| 2.     | Indie       | 5 | 4 | 0 | 1 | 15 | 13 | +2  | 12   |
| 3.     | Argentina   | 5 | 2 | 1 | 2 | 10 | 11 | −1  | 7    |
| 4.     | Španělsko   | 5 | 1 | 2 | 2 | 9  | 10 | −1  | 5    |
| 5.     | Nový Zéland | 5 | 1 | 1 | 3 | 11 | 16 | −5  | 4    |
| 6.     | Japonsko    | 5 | 0 | 1 | 4 | 10 | 18 | −8  | 1    |

#### Ženský turnaj

##### Soupiska
- Ambrosia Malone, Brooke Peris, Amy Lawton, Georgia Wilson, Madison Fitzpatrick, Greta Hayes, Edwina Bone, Stephanie Kershaw, Kaitlin Nobbs, Jane Claxton, Karri Somerville, Renee Taylor, Kate Jenner, Mariah Williams, Emily Chalker, Rachael Lynch, Grace Stewart, Savannah Fitzpatrick

##### Výsledky
| Pořadí | Tým         | Z | V | R | P | VB | IB | RB  | Body |
| ------ | ----------- | - | - | - | - | -- | -- | --- | ---- |
| 1.     | Austrálie   | 5 | 5 | 0 | 0 | 13 | 1  | +12 | 15   |
| 2.     | Španělsko   | 5 | 3 | 0 | 2 | 9  | 8  | +1  | 9    |
| 3.     | Argentina   | 5 | 3 | 0 | 2 | 8  | 8  | 0   | 9    |
| 4.     | Nový Zéland | 5 | 2 | 0 | 3 | 8  | 7  | +1  | 6    |
| 5.     | Čína        | 5 | 2 | 0 | 3 | 9  | 16 | −7  | 6    |
| 6.     | Japonsko    | 5 | 0 | 0 | 5 | 6  | 13 | −7  | 0    |

### Ragby
| Sportovec/Sportovkyně                   | Disciplína   | Skupina                | Skupina                | Skupina                  | Skupina | Čtvrtfinále        | Semifinále   | Finále            | Finále |
| Sportovec/Sportovkyně                   | Disciplína   | Výsledek               | Výsledek               | Výsledek                 | Pořadí  | Výsledek           | Pořadí       | Výsledek          | Pořadí |
| --------------------------------------- | ------------ | ---------------------- | ---------------------- | ------------------------ | ------- | ------------------ | ------------ | ----------------- | ------ |
| Australská ragbyová reprezentace        | Ragby – muži | Argentina PROHRA 19–29 | Jižní Korea VÝHRA 42–5 | Nový Zéland PROHRA 12–14 | 3. Q    | Fidži PROHRA 0–19  | nepostoupili | Kanada VÝHRA 29–7 | 7.     |
| Australská ženská ragbyová reprezentace | Ragby – ženy | Japonsko VÝHRA 48–0    | Čína VÝHRA 26–10       | USA PROHRA 12–14         | 2. Q    | Fidži PROHRA 12–14 | nepostoupily | USA VÝHRA 17–7    | 5.     |

#### Mužský turnaj

##### Soupiska
- Henry Hutchison, Samu Kerevi, Nathan Lawson, Dietrich Roache, Lachie Miller, Joe Pincus, Josh Turner, Dylan Pietsch, Josh Coward, Nick Malouf (C), Maurice Longbottom, Lachie Anderson, Lewis Holland

##### Výsledky
| Pořadí | Tým         | Z | V | R | P | VB | IB  | RB   | Body |
| ------ | ----------- | - | - | - | - | -- | --- | ---- | ---- |
| 1.     | Nový Zéland | 3 | 3 | 0 | 0 | 99 | 31  | +68  | 9    |
| 2.     | Argentina   | 3 | 2 | 0 | 1 | 99 | 54  | +45  | 7    |
| 3.     | Austrálie   | 3 | 1 | 0 | 2 | 73 | 48  | +25  | 5    |
| 4.     | Jižní Korea | 3 | 0 | 0 | 3 | 10 | 148 | −138 | 3    |

#### Ženský turnaj

##### Výsledky
| Pořadí | Tým       | Z | V | R | P | VB | IB | RB  | Body |
| ------ | --------- | - | - | - | - | -- | -- | --- | ---- |
| 1.     | USA       | 3 | 3 | 0 | 0 | 59 | 33 | +26 | 9    |
| 2.     | Austrálie | 3 | 2 | 0 | 1 | 86 | 24 | +62 | 7    |
| 3.     | Čína      | 3 | 1 | 0 | 2 | 53 | 54 | −1  | 5    |
| 4.     | Japonsko  | 3 | 0 | 0 | 3 | 7  | 94 | −87 | 3    |

### Skateboarding
| Sportovec/Sportovkyně | Disciplína    | Rozjížďka | Rozjížďka | Finále       | Finále        |
| Sportovec/Sportovkyně | Disciplína    | Body      | Pořadí    | Body         | Pořadí        |
| --------------------- | ------------- | --------- | --------- | ------------ | ------------- |
| Keegan Palmer         | Park – muži   | 77,00     | 5.        | 95,83        | Zlatá medaile |
| Kieran Woolley        | Park – muži   | 82,69     | 2.        | 82,04        | 5.            |
| Shane O'Neill         | Street – muži | 19,52     | 16.       | nepostoupil  | nepostoupil   |
| Poppy Starr Olsenová  | Park – ženy   | 44,03     | 6.        | 46,04        | 5.            |
| Hayley Wilsonová      | Street – ženy | 5,34      | 16.       | nepostoupila | nepostoupila  |

### Skoky do vody
Australští skokani do vody se na olympijské hry do Tokia kvalifikovali na Mistrovství světa FINA 2019 a Mistrovství Oceánie 2019. Aby si zajistili národní nominaci, museli se zúčastnit soutěže Australian Open Championship 2020.
| Sportovec         | Disciplína | Základní část | Základní část | Semifinále   | Semifinále   | Finále       | Finále           |
| Sportovec         | Disciplína | Body          | Pořadí        | Body         | Pořadí       | Body         | Pořadí           |
| ----------------- | ---------- | ------------- | ------------- | ------------ | ------------ | ------------ | ---------------- |
| Li Shixin         | Prkno 3 m  | 320,35        | 27.           | nepostoupil  | nepostoupil  | nepostoupil  | nepostoupil      |
| Sam Fricker       | Věž 10 m   | 306,50        | 28.           | nepostoupil  | nepostoupil  | nepostoupil  | nepostoupil      |
| Cassiel Rousseau  | Věž 10 m   | 423,55        | 8. Q          | 444,10       | 6. Q         | 430,35       | 8.               |
| Sportovkyně       | Disciplína | Základní část | Základní část | Semifinále   | Semifinále   | Finále       | Finále           |
| Sportovkyně       | Disciplína | Body          | Pořadí        | Body         | Pořadí       | Body         | Pořadí           |
| Esther Qinová     | Prkno 3 m  | 292,80        | 9. Q          | 309,15       | 8. Q         | 261,95       | 12.              |
| Anabelle Smithová | Prkno 3 m  | 275,02        | 18. Q         | 285,60       | 14.          | nepostoupila | nepostoupila     |
| Nikita Hainsová   | Věž 10 m   | 270,00        | 21.           | nepostoupila | nepostoupila | nepostoupila | nepostoupila     |
| Melissa Wu        | Věž 10 m   | 351,20        | 4. Q          | 334,50       | 5. Q         | 371,40       | Bronzová medaile |

### Softball
| Sportovec/Sportovkyně                      | Disciplína | Skupina             | Skupina          | Skupina           | Skupina        | Skupina           | Skupina | Finále       | Finále       |
| Sportovec/Sportovkyně                      | Disciplína | Výsledek            | Výsledek         | Výsledek          | Výsledek       | Výsledek          | Pořadí  | Výsledek     | Pořadí       |
| ------------------------------------------ | ---------- | ------------------- | ---------------- | ----------------- | -------------- | ----------------- | ------- | ------------ | ------------ |
| Australská ženská softballová reprezentace | Ženy       | Japonsko PROHRA 1–8 | Itálie VÝHRA 1–0 | Kanada PROHRA 1–7 | USA PROHRA 1–2 | Mexiko PROHRA 1–4 | 5.      | nepostoupily | nepostoupily |

#### Soupiska
- Ellen Robertsová, Tarni Stepto, Kaia Parnaby, Gabbie Plainová, Belinda White, Chelsea Forkinová, Taylah Tsitsikronisová, Clare Warwicková, Stacey McManusová, Stacey Porterová, Rachel Lacková, Leah Parry, Jade Wallová, Leight Godfrey, Michelle Coxová

#### Výsledky
| Tým       | V | P | RF | RA | RD  | Percentil výher | Kvalifikace      |
| --------- | - | - | -- | -- | --- | --------------- | ---------------- |
| USA       | 5 | 0 | 9  | 2  | +7  | 1.000           | Zápas o zlato    |
| Japonsko  | 4 | 1 | 18 | 5  | +13 | .800            | Zápas o zlato    |
| Kanada    | 3 | 2 | 19 | 4  | +15 | .600            | Zápas o 3. místo |
| Mexiko    | 2 | 3 | 11 | 10 | +1  | .400            | Zápas o 3. místo |
| Austrálie | 1 | 4 | 5  | 21 | −16 | .200            |                  |
| Itálie    | 0 | 5 | 1  | 21 | −20 | .000            |                  |

### Sportovní lezení
| Sportovec/Sportovkyně | Disciplína | Kvalifikace        | Kvalifikace        | Kvalifikace | Kvalifikace | Kvalifikace         | Kvalifikace         | Kvalifikace         | Kvalifikace | Kvalifikace | Finále             | Finále             | Finále       | Finále       | Finále              | Finále              | Finále              | Finále       | Finále       |
| Sportovec/Sportovkyně | Disciplína | Lezení na rychlost | Lezení na rychlost | Bouldering  | Bouldering  | Lezení na obtížnost | Lezení na obtížnost | Lezení na obtížnost | Celkem      | Celkem      | Lezení na rychlost | Lezení na rychlost | Bouldering   | Bouldering   | Lezení na obtížnost | Lezení na obtížnost | Lezení na obtížnost | Celkem       | Celkem       |
| Sportovec/Sportovkyně | Disciplína | Nejlepší           | Pořadí             | Výsledek    | Pořadí      | Stupeň              | Čas                 | Pořadí              | Celkem      | Pořadí      | Nejlepší           | Pořadí             | Výsledek     | Pořadí       | Stupeň              | Čas                 | Pořadí              | Celkem       | Pořadí       |
| --------------------- | ---------- | ------------------ | ------------------ | ----------- | ----------- | ------------------- | ------------------- | ------------------- | ----------- | ----------- | ------------------ | ------------------ | ------------ | ------------ | ------------------- | ------------------- | ------------------- | ------------ | ------------ |
| Tom O'Halloran        | Muži       | 7,34               | 17.                | 0T0z 0 0    | 25.         | 25                  | 3:58                | 19.                 | 6298,50     | 20.         | nepostoupil        | nepostoupil        | nepostoupil  | nepostoupil  | nepostoupil         | nepostoupil         | nepostoupil         | nepostoupil  | nepostoupil  |
| Oceana Mackenzie      | Ženy       | 8,83               | 13.                | 1T2z 3 2    | 12.         | 15+                 | -                   | 16.                 | 2496,00     | 19.         | nepostoupila       | nepostoupila       | nepostoupila | nepostoupila | nepostoupila        | nepostoupila        | nepostoupila        | nepostoupila | nepostoupila |

### Sportovní střelba
| Sportovec                           | Disciplína                              | Kvalifikace | Kvalifikace | Semifinále   | Semifinále   | Finále       | Finále       |
| Sportovec                           | Disciplína                              | Body        | Pořadí      | Body         | Pořadí       | Body         | Pořadí       |
| ----------------------------------- | --------------------------------------- | ----------- | ----------- | ------------ | ------------ | ------------ | ------------ |
| Paul Adams                          | Skeet – muži                            | 119         | 21.         | N/A          | N/A          | nepostoupil  | nepostoupil  |
| Sergei Evglevski                    | Rychlopalná pistole na 25 m – muži      | 572         | 17.         | N/A          | N/A          | nepostoupil  | nepostoupil  |
| Thomas Grice                        | Trap – muži                             | 119         | 25.         | N/A          | N/A          | nepostoupil  | nepostoupil  |
| Alex Hoberg                         | Vzduchová puška na 10 m – muži          | 625,6       | 21.         | N/A          | N/A          | nepostoupil  | nepostoupil  |
| Daniel Repacholi                    | Vzduchová pistole na 10 m – muži        | 568         | 30.         | N/A          | N/A          | nepostoupil  | nepostoupil  |
| Jack Rossiter                       | Malorážka polohový závod na 50 m – muži | 1160        | 29.         | N/A          | N/A          | nepostoupil  | nepostoupil  |
| Dane Sampson                        | Vzduchová puška na 10 m mužů – muži     | 623,5       | 30.         | N/A          | N/A          | nepostoupil  | nepostoupil  |
| Dane Sampson                        | Malorážka polohový závod na 50 m – muži | 1162        | 27.         | N/A          | N/A          | nepostoupil  | nepostoupil  |
| James Willett                       | Trap – muži                             | 120         | 21.         | N/A          | N/A          | nepostoupil  | nepostoupil  |
| Sportovkyně                         | Disciplína                              | Kvalifikace | Kvalifikace | Semifinále   | Semifinále   | Finále       | Finále       |
| Sportovkyně                         | Disciplína                              | Body        | Pořadí      | Body         | Pořadí       | Body         | Pořadí       |
| Dina Aspandiyarova                  | Vzduchová pistole na 10 m – ženy        | 558         | 46.         | N/A          | N/A          | nepostoupila | nepostoupila |
| Laura Colesová                      | Skeet – ženy                            | 112         | 25.         | N/A          | N/A          | nepostoupila | nepostoupila |
| Elise Collierová                    | Vzduchová puška na 10 m – ženy          | 618,2       | 42.         | N/A          | N/A          | nepostoupila | nepostoupila |
| Elena Galiabovitchová               | Vzduchová pistole na 10 m – ženy        | 569         | 27.         | N/A          | N/A          | nepostoupila | nepostoupila |
| Elena Galiabovitchová               | Vzduchová pistole na 25 m – ženy        | 583         | 11.         | N/A          | N/A          | nepostoupila | nepostoupila |
| Katarina Kowplosová                 | Vzduchová puška na 10 m – ženy          | 617,2       | 45.         | N/A          | N/A          | nepostoupila | nepostoupila |
| Katarina Kowplosová                 | Malorážka polohový závod na 50 m – ženy | 1137        | 36.         | N/A          | N/A          | nepostoupila | nepostoupila |
| Laetisha Scanlanová                 | Trap – ženy                             | 121         | 4. Q        | N/A          | N/A          | 26           | 4.           |
| Penny Smithová                      | Trap – ženy                             | 120         | 5. Q        | N/A          | N/A          | 13           | 6.           |
| Sportovec/Sportovkyně               | Disciplína                              | Kvalifikace | Kvalifikace | Semifinále   | Semifinále   | Finále       | Finále       |
| Sportovec/Sportovkyně               | Disciplína                              | Body        | Pořadí      | Body         | Pořadí       | Body         | Pořadí       |
| Alex Hoberg Elise Collierová        | Vzduchová puška na 10 m – týmy          | 623,6       | 19.         | nepostoupili | nepostoupili | nepostoupili | nepostoupili |
| Dane Sampson Katarina Kowplosová    | Vzduchová puška na 10 m – týmy          | 623,1       | 22.         | nepostoupili | nepostoupili | nepostoupili | nepostoupili |
| Daniel Repacholi Dina Aspandiyarova | Vzduchová pistole na 10 m – týmy        | 576         | 6. Q        | 380          | 8.           | nepostoupili | nepostoupili |
| Thomas Grice Penny Smithová         | Trap mix                                | 145         | 6.          | N/A          | N/A          | nepostoupili | nepostoupili |
| James Willett Laetisha Scanlanová   | Trap mix                                | 145         | 7.          | N/A          | N/A          | nepostoupili | nepostoupili |

### Stolní tenis
| Sportovec/Sportovkyně                         | Disciplína      | Základní část             | První kolo                   | Druhé kolo        | Třetí kolo          | Osmifinále                                | Čtvrtfinále  | Semifinále   | Finále/Bronzová medaile | Pořadí |
| Sportovec/Sportovkyně                         | Disciplína      | Soupeř                    | Soupeř                       | Soupeř            | Soupeř              | Soupeř                                    | Soupeř       | Soupeř       | Soupeř                  | Pořadí |
| --------------------------------------------- | --------------- | ------------------------- | ---------------------------- | ----------------- | ------------------- | ----------------------------------------- | ------------ | ------------ | ----------------------- | ------ |
| David Powell                                  | Dvouhra – muži  | Pavel Širuček VÝHRA WO    | Wang Yang PROHRA 0–4         | nepostoupil       | nepostoupil         | nepostoupil                               | nepostoupil  | nepostoupil  | nepostoupil             |        |
| Chris Yan                                     | Dvouhra – muži  | Bye                       | Ovidiu Ionescu PROHRA 1–4    | nepostoupil       | nepostoupil         | nepostoupil                               | nepostoupil  | nepostoupil  | nepostoupil             |        |
| Hu Heming David Powell Chris Yan              | Družstva – muži | Bye                       | Bye                          | Bye               | Bye                 | Japonsko PROHRA 0–3                       | nepostoupili | nepostoupili | nepostoupili            |        |
| Michelle Bromley                              | Dvouhra – ženy  | Bye                       | Natalia Partyková PROHRA 0–4 | nepostoupila      | nepostoupila        | nepostoupila                              | nepostoupila | nepostoupila | nepostoupila            |        |
| Jian Fang Lay                                 | Dvouhra – ženy  | Daniela Fonseca VÝHRA 4–0 | Debora Vivarelli VÝHRA 4–1   | Li Qian VÝHRA 4–2 | Han Ying PROHRA 0–4 | nepostoupila                              | nepostoupila | nepostoupila | nepostoupila            |        |
| Michelle Bromley Jian Fang Lay Melissa Tapper | Družstva – ženy | Bye                       | Bye                          | Bye               | Bye                 | Německo PROHRA 0–3                        | nepostoupily | nepostoupily | nepostoupily            |        |
| Hu Heming Melissa Trapper                     | Smíšená čtyřhra | Bye                       | Bye                          | Bye               | Bye                 | Emmanuel Lebesson/Jia Nan Yuan PROHRA 0–4 | nepostoupili | nepostoupili | nepostoupili            |        |

### Surfing
| Sportovec/Sportovkyně | Disciplína | První kolo | První kolo | Druhé kolo | Druhé kolo | Třetí kolo                          | Čtvrtfinále                      | Semifinále                        | Finále/Bronzová medaile          | Finále/Bronzová medaile |
| Sportovec/Sportovkyně | Disciplína | Skóre      | Pořadí     | Skóre      | Pořadí     | Výsledek                            | Výsledek                         | Výsledek                          | Výsledek                         | Pořadí                  |
| --------------------- | ---------- | ---------- | ---------- | ---------- | ---------- | ----------------------------------- | -------------------------------- | --------------------------------- | -------------------------------- | ----------------------- |
| Julian Wilson         | Muži       | 8,77       | 4. q       | 11,27      | 3. Q       | Gabriel Medina PROHRA 13,00–14,33   | nepostoupil                      | nepostoupil                       | nepostoupil                      | nepostoupil             |
| Owen Wright           | Muži       | 10,40      | 1. Q       | Bye        | Bye        | Jérémy Florès VÝHRA 15,00–12,90     | Lucca Mesinas VÝHRA 12,74–7,83   | Ítalo Ferreira PROHRA 12,47–13,17 | Gabriel Medina VÝHRA 11,97–11,77 | Bronzová medaile        |
| Sally Fitzgibbonsová  | Ženy       | 12,50      | 1. Q       | Bye        | Bye        | Pauline Ado VÝHRA 10,86–9,03        | Amuro Tsuzuki PROHRA 11,67–13,27 | nepostoupila                      | nepostoupila                     | nepostoupila            |
| Stephanie Gilmore     | Ženy       | 14,50      | 1. Q       | Bye        | Bye        | Bianca Buitendag PROHRA 10,00–13,93 | nepostoupila                     | nepostoupila                      | nepostoupila                     | nepostoupila            |

### Synchronizované plavání
| Sportovkyně | Disciplína | Technické provedení | Technické provedení | Volné provedení základní kolo | Volné provedení základní kolo | Volné provedení základní kolo | Volené provedení finále | Volené provedení finále | Volené provedení finále |
| Sportovkyně | Disciplína | Body                | Pořadí              | Body                          | Celkem                        | Pořadí                        | Body                    | Celkem                  | Pořadí                  |
| --- | ---------- | ------------------- | ------------------- | ----------------------------- | ----------------------------- | ----------------------------- | ----------------------- | ----------------------- | ----------------------- |
| Emily Rogers Amie Thompson                                                                                                | Dvojice    | 75,5343             | 20.                 | 76,3667                       | 151,9010                      | 20.                           | nepostoupily            | nepostoupily            | nepostoupily            |
| Carolyn Rayna Buckle Hannah Burkhill Kiera Gazzard Alessandra Ho Kirsten Kinash Rachel Presser Emily Rogers Amie Thompson | Družstva   | 75,6351             | 9.                  | N/A                           | N/A                           | N/A                           | 77,3667                 | 153,0018                | 9.                      |

### Taekwondo
| Sportovec       | Disciplína     | 1/16                               | Čtvrtfinále  | Semifinále   | Opravy       | Bronzová medaile | Finále       | Pořadí |
| Sportovec       | Disciplína     | Soupeř                             | Soupeř       | Soupeř       | Soupeř       | Soupeř           | Soupeř       | Pořadí |
| --------------- | -------------- | ---------------------------------- | ------------ | ------------ | ------------ | ---------------- | ------------ | ------ |
| Safwan Khalil   | Muži do 58 kg  | Ramnarong Sawekwiharee PROHRA 7–23 | nepostoupil  | nepostoupil  | nepostoupil  | nepostoupil      | nepostoupil  |        |
| Jack Marton     | Muži do 80 kg  | Seif Eissa PROHRA 1–11             | nepostoupil  | nepostoupil  | nepostoupil  | nepostoupil      | nepostoupil  |        |
| Stacey Hymerová | Ženy do 57 kg  | Skylar Parková PROHRA 15–25        | nepostoupila | nepostoupila | nepostoupila | nepostoupila     | nepostoupila |        |
| Reba Stewartová | Ženy nad 67 kg | Aleksandra Kowalczuková PROHRA 2–7 | nepostoupila | nepostoupila | nepostoupila | nepostoupila     | nepostoupila |        |

### Tenis
| Sportovec                          | Disciplína      | 1/64                                      | 1/32                                                             | 1/16                                                          | Čtvrtfinále                                                   | Semifinále                                                        | Finále/Bronzová medaile                     | Finále/Bronzová medaile |
| Sportovec                          | Disciplína      | Soupeř                                    | Soupeř                                                           | Soupeř                                                        | Soupeř                                                        | Soupeř                                                            | Soupeř                                      | Pořadí                  |
| ---------------------------------- | --------------- | ----------------------------------------- | ---------------------------------------------------------------- | ------------------------------------------------------------- | ------------------------------------------------------------- | ----------------------------------------------------------------- | ------------------------------------------- | ----------------------- |
| James Duckworth                    | Dvouhra – muži  | Lukáš Klein VÝHRA 5–7, 6–3, 7–6(7–4)      | Karen Chačanov PROHRA 5–7, 1–6                                   | nepostoupil                                                   | nepostoupil                                                   | nepostoupil                                                       | nepostoupil                                 | nepostoupil             |
| John Millman                       | Dvouhra – muži  | Lorenzo Musetti VÝHRA 6–3, 6–4            | Alejandro Davidovich Fokina PROHRA 4–6, 7–6(7–4), 3–6            | nepostoupil                                                   | nepostoupil                                                   | nepostoupil                                                       | nepostoupil                                 | nepostoupil             |
| Max Purcell                        | Dvouhra – muži  | Félix Auger-Aliassime VÝHRA 6–4, 7–6(7–2) | Dominik Koepfer PROHRA 3–6, 0–6                                  | nepostoupil                                                   | nepostoupil                                                   | nepostoupil                                                       | nepostoupil                                 | nepostoupil             |
| Luke Saville                       | Dvouhra – muži  | Hubert Hurkacz PROHRA 2–6, 4–6            | nepostoupil                                                      | nepostoupil                                                   | nepostoupil                                                   | nepostoupil                                                       | nepostoupil                                 | nepostoupil             |
| John Millman Luke Saville          | Čtyřhra – muži  | N/A                                       | Oliver Marach/Philipp Oswald PROHRA 5–7, 2–6                     | nepostoupili                                                  | nepostoupili                                                  | nepostoupili                                                      | nepostoupili                                | nepostoupili            |
| John Peers Max Purcell             | Čtyřhra – muži  | N/A                                       | Austin Krajicek/Tennys Sandgren PROHRA 6–3, 6–7(5–7), [5–10]     | nepostoupili                                                  | nepostoupili                                                  | nepostoupili                                                      | nepostoupili                                | nepostoupili            |
| Sportovkyně                        | Disciplína      | 1/64                                      | 1/32                                                             | 1/16                                                          | Čtvrtfinále                                                   | Semifinále                                                        | Finále/Bronzová medaile                     | Finále/Bronzová medaile |
| Sportovkyně                        | Disciplína      | Soupeř                                    | Soupeř                                                           | Soupeř                                                        | Soupeř                                                        | Soupeř                                                            | Soupeř                                      | Pořadí                  |
| Ashleigh Bartyová                  | Dvouhra – ženy  | Sara Sorribesová Tormová PROHRA 4–6, 3–6  | nepostoupila                                                     | nepostoupila                                                  | nepostoupila                                                  | nepostoupila                                                      | nepostoupila                                | nepostoupila            |
| Samantha Stosurová                 | Dvouhra – ženy  | Jelena Rybakinová PROHRA 4–6, 2–6         | nepostoupila                                                     | nepostoupila                                                  | nepostoupila                                                  | nepostoupila                                                      | nepostoupila                                | nepostoupila            |
| Ajla Tomljanovićová                | Dvouhra – ženy  | Jaroslava Švedovová VÝHRA 7–5, 3–2 skreč  | Elina Svitolinová PROHRA 6–4, 3–6, 4–6                           | nepostoupila                                                  | nepostoupila                                                  | nepostoupila                                                      | nepostoupila                                | nepostoupila            |
| Ashleigh Bartyová Storm Sandersová | Čtyřhra – ženy  | N/A                                       | Nao Hibinová/Makoto Ninomijová VÝHRA 6–1, 6–2                    | Sü I-fan/Jang Čao-süan VÝHRA 6–4, 6–4                         | Barbora Krejčíková/Kateřina Siniaková PROHRA 6–3, 4–6, [7–10] | nepostoupily                                                      | nepostoupily                                | nepostoupily            |
| Ellen Perezová Samantha Stosurová  | Čtyřhra – ženy  | N/A                                       | Jeļena Ostapenková/Anastasija Sevastovová VÝHRA 4–6, 6–1, [10–5] | Monica Niculescuová/Ioana Raluca Olaruová VÝHRA 7–6(7–3), 7–5 | Belinda Bencicová/ Viktorija Golubicová PROHRA 4–6, 4–6       | nepostoupily                                                      | nepostoupily                                | nepostoupily            |
| Sportovec/Sportovkyně              | Disciplína      | 1/64                                      | 1/32                                                             | 1/16                                                          | Čtvrtfinále                                                   | Semifinále                                                        | Finále/Bronzová medaile                     | Finále/Bronzová medaile |
| Sportovec/Sportovkyně              | Disciplína      | Soupeř                                    | Soupeř                                                           | Soupeř                                                        | Soupeř                                                        | Soupeř                                                            | Soupeř                                      | Pořadí                  |
| Ashleigh Bartyová John Peers       | Smíšená čtyřhra | N/A                                       | N/A                                                              | Nadia Podoroská/Horacio Zeballos VÝHRA 6–1, 7–6(7–3)          | Maria Sakkariová/Stefanos Tsitsipas VÝHRA 6–4, 4–6, [10–6]    | Anastasija Pavljučenkovová/Andrej Rubljov VÝHRA 7–5, 4–6, [11–13] | Nina Stojanovićová/Novak Djoković PROHRA WO | Bronzová medaile        |

### Triatlon
Austrálie kvalifikovala do závodu v triatlonu šest sportovců, tři muže a tři ženy, tím, že se umístila mezi nejlepšími sedmi zeměmi v olympijském žebříčku ITU smíšených štafet a výpočtem kvót po Světovém poháru v triatlonu v roce 2021.

#### Závod jednotlivců
| Sportovec         | Disciplína      | Plavání (1500 m) | První výměna | Jízda na kole (40 km) | Druhý výměna | Běh (10 km) | Celkový čas | Pořadí      |
| ----------------- | --------------- | ---------------- | ------------ | --------------------- | ------------ | ----------- | ----------- | ----------- |
| Jacob Birtwhistle | Triatlon – muži | 18:14            | 0:38         | 56:11                 | 0:28         | 31:01       | 1:46:32     | 16.         |
| Matthew Hauser    | Triatlon – muži | 18:07            | 0:42         | 56:18                 | 0:29         | 31:59       | 1:47:35     | 24.         |
| Aaron Royle       | Triatlon – muži | 18:09            | 0:41         | 56:14                 | 0:32         | 32:21       | 1:47:57     | 26.         |
| Ashleigh Gentle   | Triatlon – ženy | 20:07            | 0:45         | nedokončila           | nedokončila  | nedokončila | nedokončila | nedokončila |
| Jaz Hedgeland     | Triatlon – ženy | 19:44            | 0:41         | nedokončila           | nedokončila  | nedokončila | nedokončila | nedokončila |
| Emma Jeffcoat     | Triatlon – ženy | 19:06            | 0:42         | 1:03:18               | 0:38         | 39:13       | 2:02:57     | 26.         |

#### Štafeta
| Sportovec         | Disciplína                 | Plavání (300 m) | První výměna | Jízda na kole (7 km) | Druhý výměna | Běh (2 km) | Celkový čas | Pořadí |
| ----------------- | -------------------------- | --------------- | ------------ | -------------------- | ------------ | ---------- | ----------- | ------ |
| Jacob Birtwhistle | Triatlon – smíšená štafeta | 4:08            | 0:37         | 9:47                 | 0:28         | 5:25       | 20:25       | -      |
| Matthew Hauser    | Triatlon – smíšená štafeta | 4:00            | 0:37         | 9:56                 | 0:27         | 5:56       | 20:56       | -      |
| Ashleigh Gentle   | Triatlon – smíšená štafeta | 4:33            | 0:41         | 10:56                | 0:30         | 6:17       | 22:57       | -      |
| Emma Jeffcoat     | Triatlon – smíšená štafeta | 3:45            | 0:41         | 10:37                | 0:25         | 6:41       | 22:09       | -      |
| Celkem            | Celkem                     | -               | -            | -                    | -            | -          | 1:26:27     | 9.     |

### Veslování
| Sportovec/Sportovkyně | Disciplína                     | Rozjížďka  | Rozjížďka | Opravy  | Opravy | Semifinále | Semifinále | Finále     | Finále           |
| Sportovec/Sportovkyně | Disciplína                     | Čas        | Pořadí    | Čas     | Pořadí | Čas        | Pořadí     | Čas        | Pořadí           |
| --- | ------------------------------ | ---------- | --------- | ------- | ------ | ---------- | ---------- | ---------- | ---------------- |
| Sam Hardy Joshua Hicks | mužská dvojka bez kormidelníka | 6:42,74    | 1. SA/B   | Bye     | Bye    | 7:53.76    | 2. FE      | 7:35.88    | 10.              |
| Caleb Antill Jack Cleary Cameron Girdlestone Luke Letcher                                                                                   | mužská párová čtyřka           | 5:41,45    | 2. FA     | Bye     | Bye    | N/A        | N/A        | 5:33,97    | Bronzová medaile |
| Jack Hargreaves Alexander Hill Alexander Purnell Spencer Turrin                                                                             | mužská čtyřka bez kormidelníka | 5:54,27    | 1. FA     | Bye     | Bye    | N/A        | N/A        | 5:42,76 OR | Zlatá medaile    |
| Josh Booth Angus Dawson Simon Keenan Nicholas Lavery Timothy Masters Jack O'Brien Nicholas Purnell Stuart Sim Angus Widdicombe              | mužská osma                    | 5:43,66    | 4. R      | 5:25,06 | 4. FA  | N/A        | N/A        | 5:36,23    | 6.               |
| Annabelle McIntyre Jessica Morrisonová | ženská dvojka bez kormidelníka | 7:21,75    | 1. SA/B   | Bye     | Bye    | 6:49,82    | 4. FB      | 6:56,46    | 7.               |
| Amanda Batemanová Tara Rigney | ženský dvojskif                | 6:53,30    | 3. SA/B   | Bye     | Bye    | 7:15,25    | 5. FB      | 6:57,71    | 7.               |
| Caitlin Croninová Harriet Hudsonová Rowena Meredithová Ria Thompsonová                                                                      | ženská párová čtyřka           | 6:26,21    | 4. R      | 6:36,67 | 1. FA  | N/A        | N/A        | 6:12,08    | Bronzová medaile |
| Annabelle McIntyre Jessica Morrisonová Rosemary Popa Lusy Stephanová                                                                        | ženská čtyřka bez kormidelníka | 6:28,76 OR | 1. FA     | Bye     | Bye    | N/A        | N/A        | 6:15,37 OR | Zlatá medaile    |
| Olympia Aldersey Bronwyn Coxová Molly Goodmanová Sarah Hawe Genevieve Hortonová Giorgia Pattenová James Rooková Georgina Rowe Katrina Werry | ženská osma                    | 6:18,95    | 3. R      | 5:57,15 | 4. FA  | N/A        | N/A        | 6:03,92    | 5.               |

### Vodní pólo
| Sportovec/Sportovkyně                         | Disciplína | Skupina                 | Skupina                | Skupina               | Skupina                 | Skupina               | Skupina | Čtvrtfinále      | Semifináleklasifikace    | Zápas o 5. místo      | Pořadí       |
| Sportovec/Sportovkyně                         | Disciplína | Skóre                   | Skóre                  | Skóre                 | Skóre                   | Skóre                 | Pořadí  | Skóre            | Skóre                    | Skóre                 | Pořadí       |
| --------------------------------------------- | ---------- | ----------------------- | ---------------------- | --------------------- | ----------------------- | --------------------- | ------- | ---------------- | ------------------------ | --------------------- | ------------ |
| Australská reprezentace ve vodním pólu        | Muži       | Černá Hora PROHRA 10–15 | Chorvatsko VÝHRA 11–8  | Srbsko PROHRA 8–14    | Španělsko PROHRA 5–16   | Kazachstán VÝHRA 15–7 | 5.      | nepostoupili     | nepostoupili             | nepostoupili          | nepostoupili |
| Australská ženská reprezentace ve vodním pólu | Ženy       | Kanada VÝHRA 8–5        | Nizozemsko VÝHRA 15–12 | Španělsko PROHRA 9–15 | Jižní Afrika VÝHRA 14–1 | N/A                   | 2. Q    | Rusko PROHRA 8–9 | Kanada VÝHRA 10–10 (4–2) | Nizozemsko VÝHRA 14–7 | 5.           |

#### Mužský turnaj

##### Soupiska
- Anthony Hrysanthos, Richie Campbell, George Ford, Goran Tomasevic, Nathan Power, Lachlan Edwards, Aidan Roach, Aaron Younger (C), Andrew Ford, Timothy Putt, Rhys Howden, Blake Edwards, Joel Dennerley

##### Výsledky
| Pořadí | Tým        | Z | V | R | P | VB | IB | RB  | Body |
| ------ | ---------- | - | - | - | - | -- | -- | --- | ---- |
| 1.     | Španělsko  | 5 | 5 | 0 | 0 | 61 | 31 | +30 | 10   |
| 2.     | Chorvatsko | 5 | 3 | 0 | 2 | 62 | 46 | +16 | 6    |
| 3.     | Srbsko     | 5 | 3 | 0 | 2 | 70 | 46 | +24 | 6    |
| 4.     | Černá Hora | 5 | 2 | 0 | 3 | 54 | 56 | −2  | 4    |
| 5.     | Austrálie  | 5 | 2 | 0 | 3 | 49 | 60 | −11 | 4    |
| 6.     | Kazachstán | 5 | 0 | 0 | 5 | 35 | 92 | −57 | 0    |

#### Ženský turnaj

##### Soupiska
- Lea Yanitsas, Keesja Gofersová, Hannah Bucklingová, Bronte Halliganová, Elle Armitová, Bronwen Knoxová, Rowena Websterová (C), Amy Ridge, Zoe Arancini, Lena Mihailović, Matilda Kearnsová, Abby Andrewsová, Gabriella Palmová

| Pořadí | Tým          | Z | V | R | P | VB | IB | RB  | Body |
| ------ | ------------ | - | - | - | - | -- | -- | --- | ---- |
| 1.     | Španělsko    | 4 | 3 | 0 | 1 | 71 | 37 | +34 | 6    |
| 2.     | Austrálie    | 4 | 3 | 0 | 1 | 46 | 33 | +13 | 6    |
| 3.     | Nizozemsko   | 4 | 3 | 0 | 1 | 75 | 41 | +34 | 6    |
| 4.     | Kanada       | 4 | 1 | 0 | 3 | 48 | 39 | +9  | 2    |
| 5.     | Jižní Afrika | 4 | 0 | 0 | 4 | 7  | 97 | −90 | 0    |

### Vzpírání
| Sportovec/Sportovkyně | Disciplína      | Trh      | Trh    | Nadhoz   | Nadhoz | Dohromady | Pořadí |
| Sportovec/Sportovkyně | Disciplína      | Výsledek | Pořadí | Výsledek | Pořadí | Dohromady | Pořadí |
| --------------------- | --------------- | -------- | ------ | -------- | ------ | --------- | ------ |
| Brandon Wakeling      | Muži do 73 kg   | 125      | 14.    | 166      | 12.    | 291       | 13.    |
| Matthew Lydement      | Ženy nad 109 kg | 158      | 12.    | 180      | 12.    | 338       | 12.    |
| Erika Yamasaki        | Ženy do 59 kg   | 75       | 12.    | 95       | 12.    | 170       | 12.    |
| Kiana Elliott         | Ženy do 64 kg   | 101      | 6.     | 108      | 11.    | 209       | 11.    |
| Charisma Amoe-Tarrant | Ženy nad 87 kg  | 105      | 7.     | 138      | 6.     | 243       | 6.     |